# Liste der Biografien/Der
Liste der Biografien |
Portal Biografien |
Personensuche
# |
A |
B |
C |
D |
E |
F |
G |
H |
I |
J |
K |
L |
M |
N |
O |
P |
Q |
R |
S |
T |
U |
V |
W |
X |
Y |
Z |
?
 
Da |
Db |
Dc |
Dd |
De |
Dg |
Dh |
Di |
Dj |
Dk |
Dl |
Dm |
Dn |
Do |
Dq |
Dr |
Ds |
Du |
Dv |
Dw |
Dy |
Dz
 
De A |
De B |
De C |
De D |
De E |
De F |
De G |
De H |
De J |
De K |
De L |
De M |
De N |
De P |
De Q |
De R |
De S |
De T |
De V |
De W |
De Y |
De Z 

Dea |
Deb |
Dec |
Ded |
Dee |
Def |
Deg |
Deh |
Dei |
Dej |
Dek |
Del |
Dem |
Den |
Deo |
Dep |
Deq |
Der |
Des |
Det |
Deu |
Dev |
Dew |
Dex |
Dey |
Dez
Die Liste der Biografien führt alle Personen auf, die in der deutschsprachigen Wikipedia einen Artikel haben. Dieses ist eine Teilliste mit 553 Einträgen von Personen, deren Namen mit den Buchstaben „Der“ beginnt.

## Der
- Der Asdvadzadourian, Krikor Bedros VIII. († 1866), Patriarch von Kilikien der Armenisch-katholischen Kirche
- Der Butterwegge (* 1973), deutscher Musiker
- Der Graf, deutscher SängerDer Graf

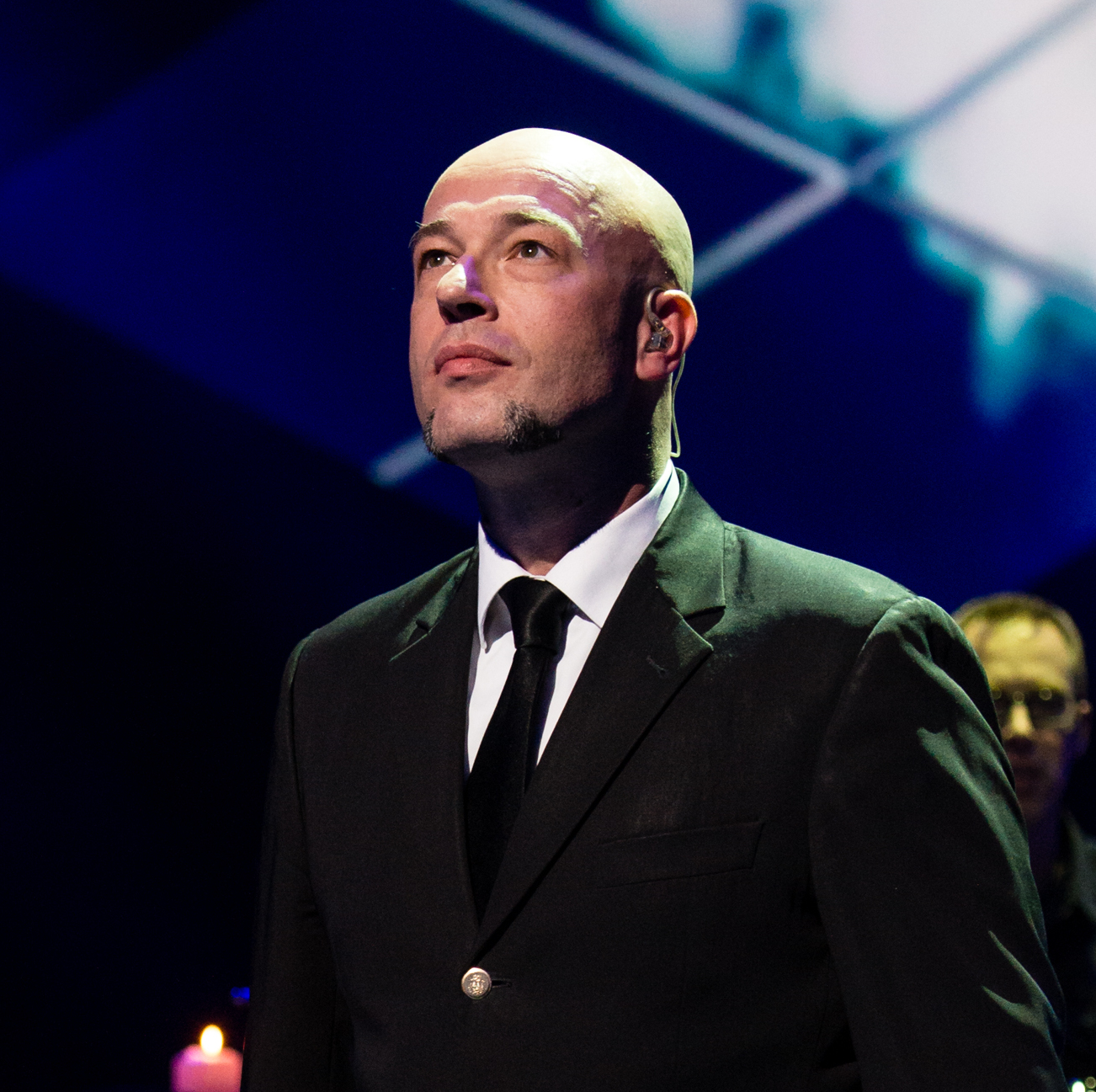
Der Graf

- Der Junge mit der Gitarre (* 1976), deutscher Sänger, Songschreiber und Gitarrist
- Der letzte Tanaru († 2022), Bezeichnung für den wahrscheinlich letzten Überlebenden der Tanaru
- Der Ling (1885–1944), chinesische Autorin
- der Möhlen I., Albert von (1260–1349), Ratsherr und Bürgermeister von der Hansestadt Lüneburg
- der Möhlen V., Albert von († 1425), Ratsherr, Ritter und Bürgermeister der Hansestadt Lüneburg
- Der Nersessian, Nerses (1920–2006), armenischer Geistlicher
- Der Nersessian, Sirarpie (1896–1989), armenische Kunsthistorikerin
- Der Ole (* 1978), deutscher Rockmusiker
- Der Pleier, spätmittelalterlicher Autor
- Der Polar (* 1981), deutscher Singer-Songwriter und Produzent
- Der Spanische Meister, Hilfsbezeichnung für einen Kunstfälscher auf dem Gebiet der antiken Bronzeplastik
- Der Storb (* 1985), deutscher Stand-up-Komiker und Radiomoderator
- Der von Brauneck, mittelalterlicher Autor
- Der von Buchein, deutscher Minnesänger
- Der wilde Mann, mittelhochdeutscher Verfasser eines Predigtgedichtes und zweier Legenden
- Der Wolf (* 1973), deutscher PopmusikerDer Wolf (* 1973)

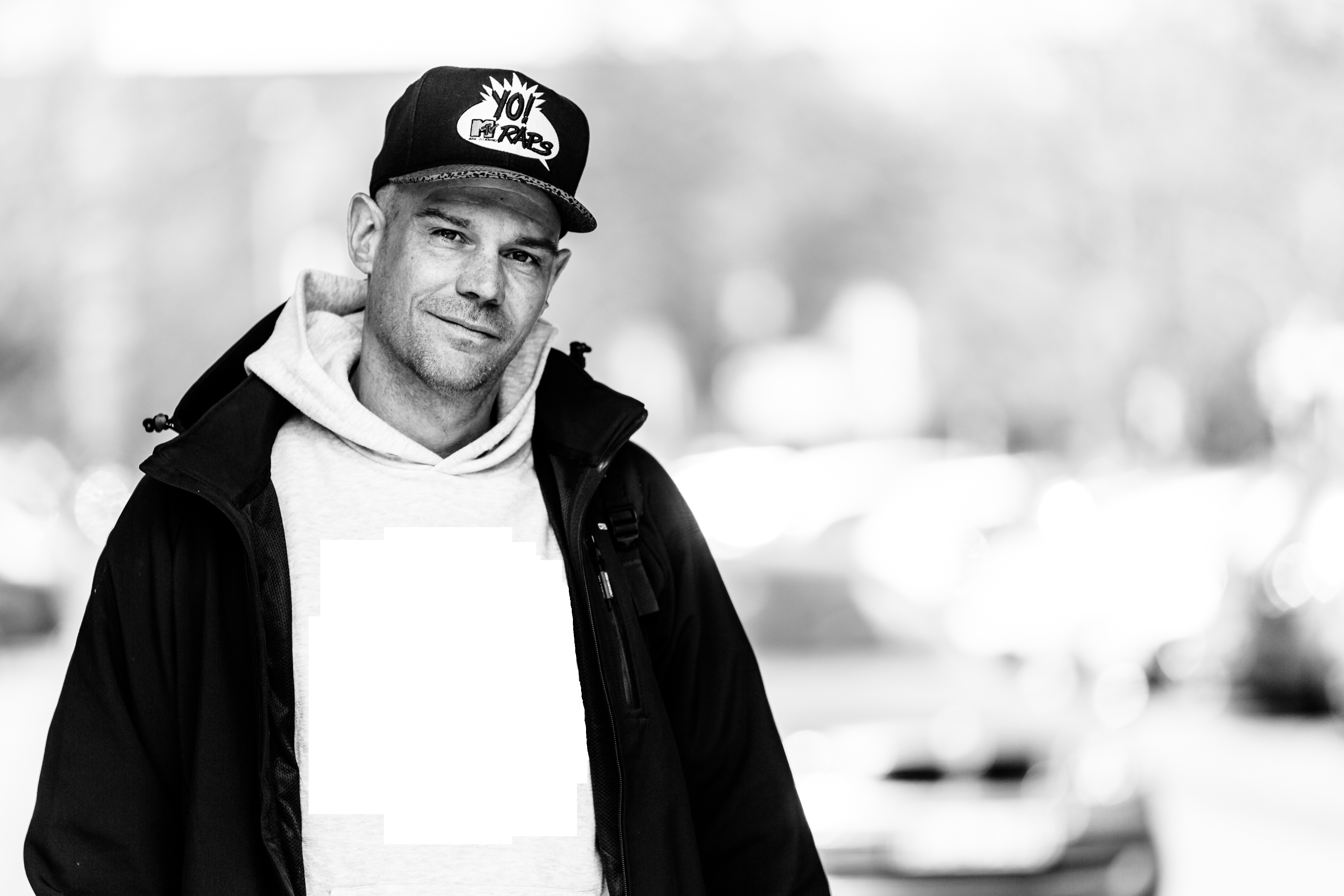
Der Wolf (* 1973)

- Der Yeghiayan, Zaven (1868–1947), armenischer Geistlicher
- Der Zakarian, Michel (* 1963), französisch-armenischer Fußballspieler und -trainer
- Dér, Ervin (1956–2024), ungarischer Radrennfahrer
- Der, Matthias (* 1964), anglikanischer Bischof von Hongkong
- Der, Ralf (* 1942), deutscher Physiker und Informatiker
- Dér, Zsolt (* 1983), ungarisch-serbischer Radrennfahrer

### Dera
- Dera, Andrzej (* 1961), polnischer Jurist und Politiker, Mitglied des Sejm
- Dera, Charles (* 1978), US-amerikanischer Pornodarsteller, Kampfsportler, Model und Tänzer
- Derache, Laurent (* 1987), französischer Jazzmusiker (Akkordeon, Komposition)
- Derache, Tom (* 1999), französischer Bahnradsportler
- Derad, Ulrich (* 1965), deutscher Handballmanager und -spieler
- Derado, Ivan (1929–2021), jugoslawisch-deutscher Elementarteilchen-Physiker
- Derado, Nadya (* 1967), deutsche Regisseurin und Drehbuchautorin
- Derado, Thea (* 1936), deutsche Biochemikerin
- Derado, Tino, deutscher Jazzmusiker (Piano, Akkordeon)
- Derain, André (1880–1954), französischer MalerAndré Derain (1880–1954)

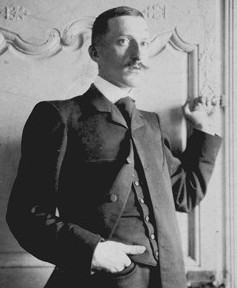
André Derain (1880–1954)

- Deraismes, Maria (1828–1894), französische Schriftstellerin, demokratische Humanistin und Frauenrechtlerin
- Derakhshan, Hossein (* 1975), kanadisch-iranischer Blogger und politischer Aktivist
- Derakhshandeh, Pouran (* 1951), iranische Regisseurin, Drehbuchautorin und Filmproduzentin
- Derambarsh, Arash (* 1979), französischer Politiker und Schriftsteller
- D’Eramo, Giovanni (* 1921), italienischer Drehbuchautor und Filmregisseur
- D’Eramo, Luce (1925–2001), italienische Autorin
- d’Eramo, Marco (* 1947), italienischer Journalist
- Derand, François († 1644), französischer Architekt und Mathematiker
- Derangère, Grégori (* 1971), französischer Schauspieler
- Dérangère, Jérémy (* 1975), französischer Radrennfahrer
- Derani, Luís Felipe (* 1993), brasilianischer Automobilrennfahrer
- Deray, Jacques (1929–2003), französischer Regisseur

### Derb
- Derba, Mimí (1893–1953), mexikanische Filmschauspielerin, Filmregisseurin, Filmproduzentin und Drehbuchautorin
- Derbaci, Dorian (* 2006), Schweizer Fussballspieler
- Derben, Hans (1927–2009), deutscher Politiker (CDU), MdL
- Derbenev, Yaroslav (* 1940), US-amerikanischer Physiker russischer Herkunft
- Derber, Charles (* 1944), US-amerikanischer Soziologe
- Derbez, Aislinn (* 1986), mexikanische Schauspielerin
- Derbforgaill (1108–1193), irische Adlige
- Derbfuß, Paul (1937–2015), deutscher Fußballspieler
- Derbigny, Pierre (1769–1829), französisch-amerikanischer Politiker und Gouverneur des Bundesstaates Louisiana (1828–1829)
- Derbitz, Gerhard (1924–2004), deutscher Lehrer, Berufsschuldirektor und Schriftsteller
- Derbl, Josef (1875–1925), österreichischer Politiker (SDAP), Landtagsabgeordneter
- Derbolav, Josef (1912–1987), österreichischer Pädagoge, Philosoph
- Derbolowsky, Jakob (1947–2019), deutscher Gynäkologe und Psychotherapeut
- Derbolowsky, Udo (1920–2005), deutscher Neurologe und Psychotherapeut
- Derboven, Willy (1939–1996), belgischer Radrennfahrer
- Derbuschewa, Tamara Igorewna (* 1995), russische Biathletin
- Derby, Elias Hasket (1739–1799), US-amerikanischer Kaufmann
- Derby, Thomas Smith of († 1767), englischer Landschaftsmaler und Kupferstecher
- Derby, Willy (1886–1944), niederländischer Sänger
- Derby-Lewis, Clive (1936–2016), südafrikanischer Politiker und Häftling
- Derbyshire, Delia (1937–2001), englische Musikerin (Elektronische Musik)
- Derbyshire, Desmond C. (1924–2007), britischer Linguist
- Derbyshire, Eileen (* 1931), britische Schauspielerin
- Derbyshire, John (1878–1938), britischer Schwimmer und Wasserballspieler
- Derbyshire, John (* 1945), britisch-amerikanischer Mathematiker, Journalist und SchriftstellerJohn Derbyshire (* 1945)

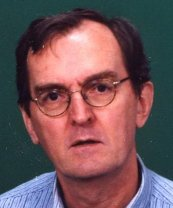
John Derbyshire (* 1945)

- Derbyshire, Matt (* 1986), englischer Fußballspieler

### Derc
- Derchain, Philippe (1926–2012), belgischer Ägyptologe
- Dercks, Emil (1849–1911), deutscher Organist und Komponist
- Derckx, Annemiek (* 1954), niederländische Kanutin
- Derckx, Harry (1918–1983), niederländischer Hockeyspieler
- D’Ercole, Giovanni (* 1947), italienischer Ordensgeistlicher und emeritierter römisch-katholischer Bischof von Ascoli Piceno
- Dercon, Chris (* 1958), belgischer Kurator und TheaterwissenschaftlerChris Dercon (* 1958)

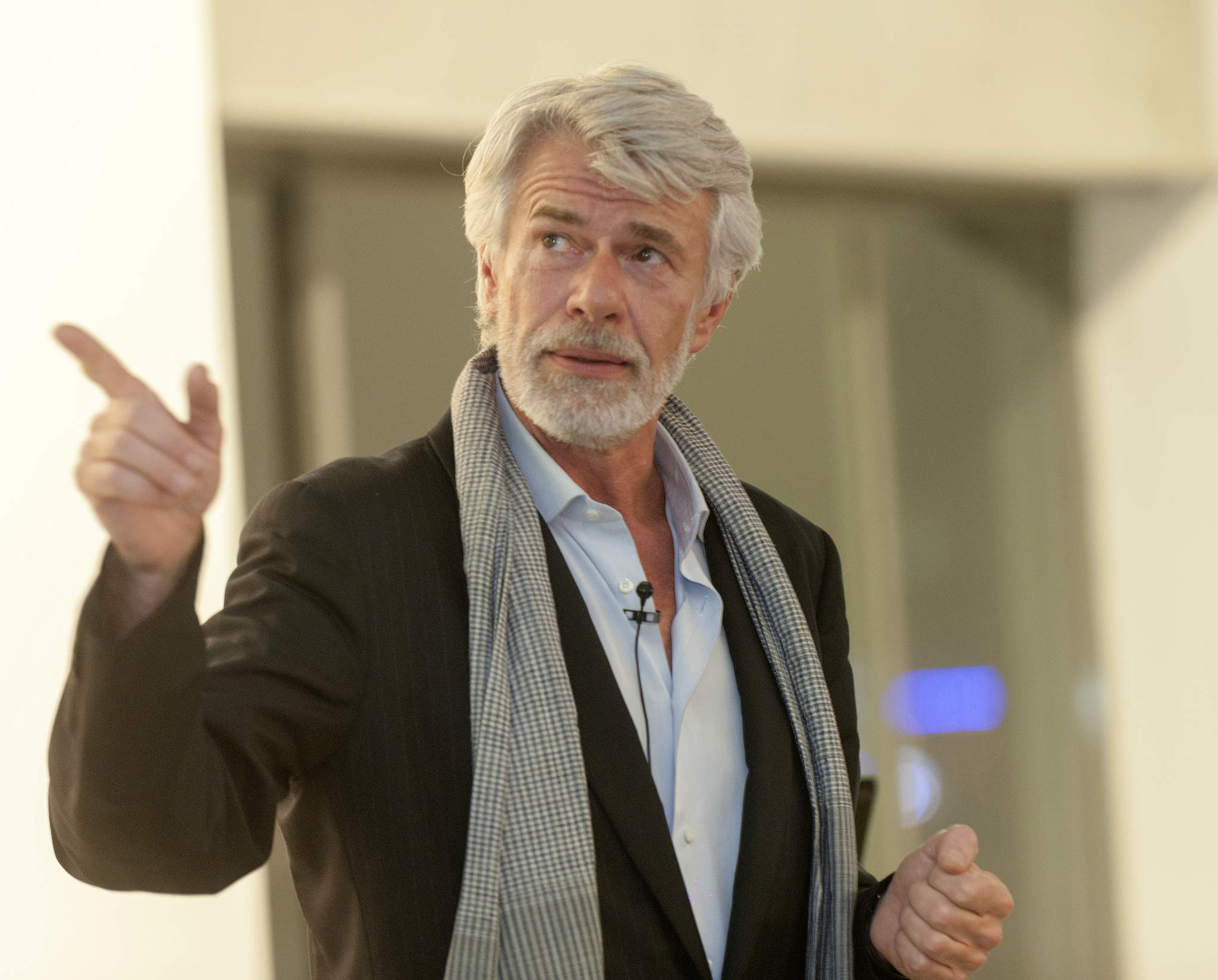
Chris Dercon (* 1958)

- Dercourt, Denis (* 1964), französischer Filmregisseur
- Dercum, Damian Adolph (* 1655), deutscher Mediziner
- Dercum, Francis Xavier (1856–1931), US-amerikanischer Neurologe und Namensgeber der Krankheit Morbus Dercum
- Dercum, Lorenz Anton († 1752), deutscher Mediziner und Botaniker

### Derd
- Derda, Hans-Jürgen (* 1955), deutscher Historiker
- Derdak, Elias (* 2001), österreichischer Handballspieler
- Derdak, Patrick (* 1990), österreichischer Fußballspieler
- Derdák, Sára (* 2008), ungarische Mittelstreckenläuferin
- Derdas I., Fürst von Elimiotis
- Derdas II., Fürst von Elimiotis
- Derdas III., Fürst von Elimiotis
- Derder, Fathi (1970–2025), Schweizer Politiker (FDP)
- Derderian, Hovnan (* 1957), Primas der Westlichen Diözese der Armenischen Apostolischen Kirche in Nordamerika (Katholikat Etschmiadsin)
- Derdijtschuk, Witalij (* 1987), ukrainischer Biathlet
- Derdiyok, Eren (* 1988), Schweizer FussballspielerEren Derdiyok (* 1988)

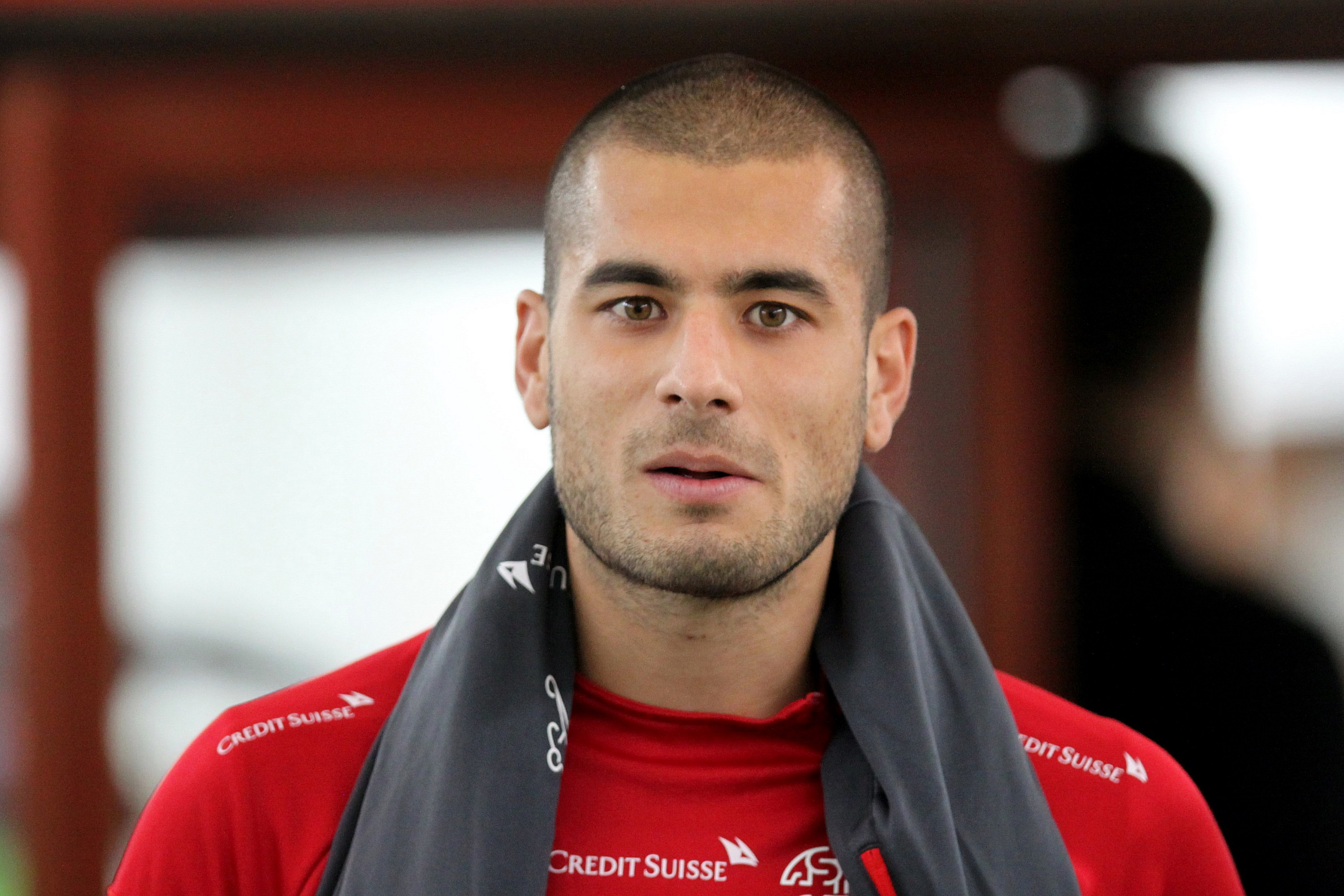
Eren Derdiyok (* 1988)

- Derdziuk, Zbigniew (* 1962), polnischer Politiker, Mitglied des Sejm

### Dere
- Dere, Ali, türkischer Theologe und Religionsfunktionär
- Dere, Ali (* 1992), türkischer Fußballspieler
- Dere, Cansu (* 1980), türkische Schauspielerin und Fotomodell
- Dere, Hasan (* 1984), türkischer Schauspieler und Musicaldarsteller
- Déré, Jean (1886–1970), französischer Musikpädagoge und Komponist
- Đere, Laslo (* 1995), serbischer Tennisspieler
- Deréal, Colette (1927–1988), französische Chansonsängerin und Schauspielerin
- Derebona-Ngaisset, Mireille (* 1990), zentralafrikanische Mittelstreckenläuferin
- Derech, Witalij (1987–2022), ukrainischer Journalist, Künstler, Militärangehöriger
- Dereere, Vincent Victor (1880–1973), belgischer Karmelit und Missionar
- Derega, Jaroslaw (* 1955), ukrainischer Sinologe
- Dereham, Francis († 1541), Geliebter von Catherine Howard, der fünften Ehefrau des englischen Königs Heinrich VIII.
- Derehus, Mychajlo (1904–1997), ukrainischer Maler, Grafiker, Pädagoge und Kulturaktivist
- Dereje, Roza (* 1997), äthiopische Langstreckenläuferin
- Derek B (1965–2009), britischer Rapper
- Đerek, Ana (* 1998), kroatische Kunstturnerin
- Derek, Bo (* 1956), US-amerikanische SchauspielerinBo Derek (* 1956)

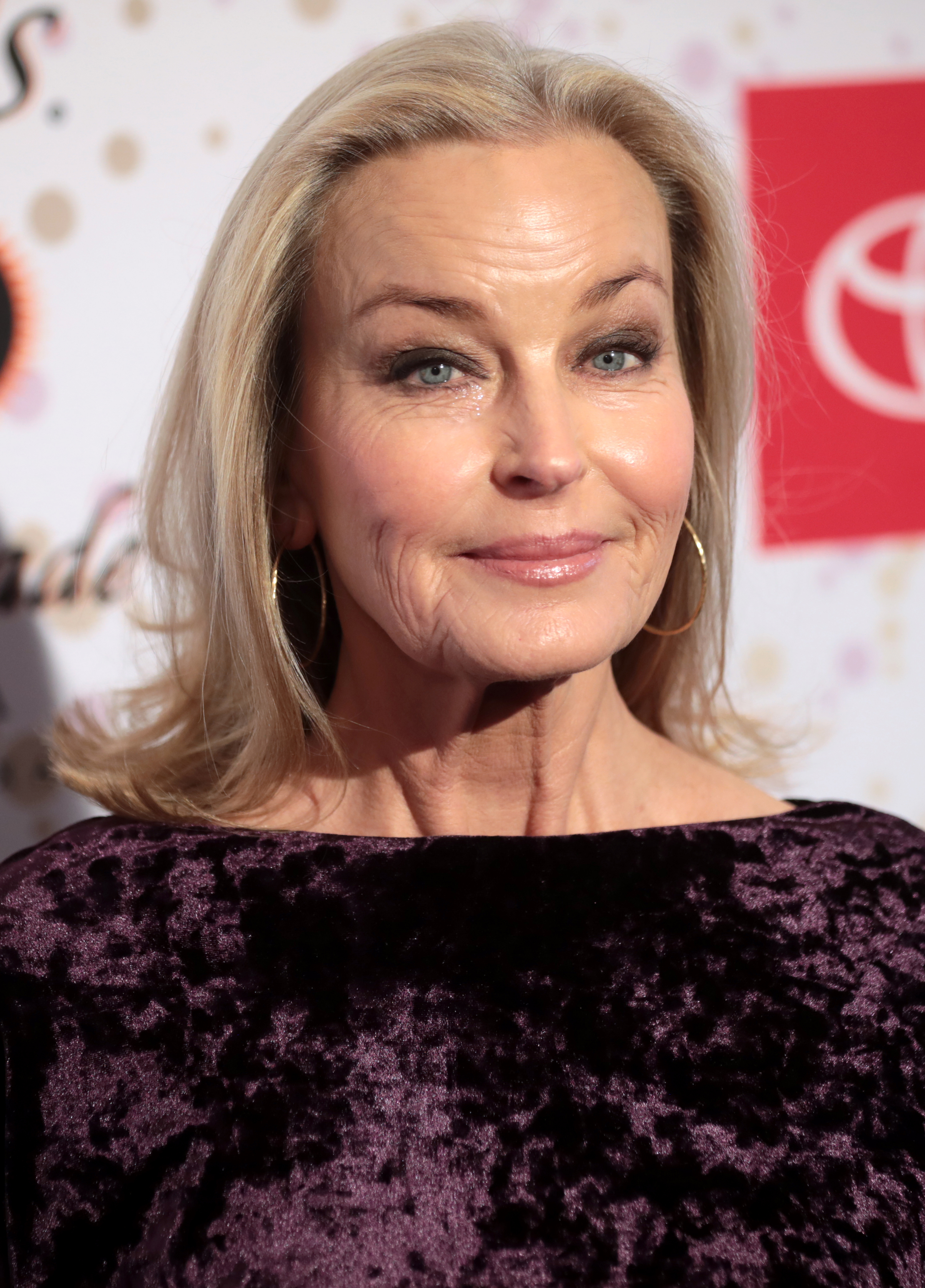
Bo Derek (* 1956)

- Derek, John (1926–1998), US-amerikanischer Schauspieler, Filmregisseur, Drehbuchautor und Kameramann
- Derek, Marek (* 1979), polnischer Snookerspieler
- Đerek, Viktor (* 2000), kroatischer Fotograf und Menschenrechtsaktivist
- Derekas, Alíz (* 1977), ungarische Astronomin und Asteroidenentdeckerin
- Dereli, Abdurrahman (* 1981), türkischer Fußballspieler
- Dereli, Ahmet (* 1992), deutsch-türkischer Fußballspieler
- Dereli, Emel (* 1996), türkische Kugelstoßerin und Diskuswerferin
- Dereli, Selçuk (* 1969), türkischer Fußballschiedsrichter
- Derelioğlu, Oktay (* 1975), türkischer Fußballspieler
- Derème, Tristan (1889–1941), französischer Dichter
- Deren, Maya (1917–1961), US-amerikanische Regisseurin und Autorin
- Derenbach, Hans-Michael (1969–2024), deutscher Elektriker
- Derenberg, Walter Julius (1903–1975), US-amerikanischer Rechtswissenschaftler und Hochschullehrer
- Derenbourg, Hartwig (1844–1908), französischer Orientalist
- Derenbourg, Joseph (1811–1895), deutsch-französischer Orientalist und Sanskritist
- Derenburg, Michel von († 1549), Unternehmer und erster brandenburgischer Hoffaktor
- Derenburg, Samuel von († 1382), erster Hofbankier beim Erzbischof von Magdeburg
- Derenčin, Emerik († 1493), Ban von Kroatien
- Derenčinović, Davor (* 1970), kroatischer Jurist
- Derenda, Nuša (* 1969), slowenische Popsängerin
- Derendinger, Hans (1920–1996), Schweizer Journalist und Politiker (FDP)
- Derendorf, Hartmut (1953–2020), deutsch-US-amerikanischer Pharmazeut und klinischer Pharmakologe
- Derenthal, Franz-Joseph (1797–1879), deutscher Gutsbesitzer und Politiker
- Derenthall, Eduard von (1835–1919), deutscher Diplomat und Politiker
- Derenthall, Friedrich von (1797–1874), preußischer Generalleutnant
- Derenthall, Otto von (1831–1910), preußischer General der Infanterie
- Derepas, David (* 1978), französischer Cyclocross-, Bahn- und Straßenradrennfahrer
- Derepasko, Natalija (* 1973), slowenisch-ukrainische Handballspielerin und -trainerin
- Derera, Tsegaye Keneni (* 1943), äthiopischer römisch-katholischer Geistlicher, emeritierter Apostolischer Vikar von Soddo
- Deres, Karl (1930–2007), deutscher Politiker (CDU), MdL, MdB
- Deres, Zerai (1915–1945), eritreischer Übersetzer und patriotischer Revolutionär
- Deresch, Ljubko (* 1984), ukrainischer Schriftsteller
- Dereser, Thaddäus Anton (1757–1827), deutscher Theologe, Professor für Gräzistik, Hermeneutik, Exegese, Pastoraltheologie und Dogmatik
- Deresiewicz, William (* 1964), US-amerikanischer Literaturkritiker
- Deresz, Weronika (* 1985), polnische Ruderin
- Dereta, Filip (* 2006), kroatischer Sprinter
- Dereuddre, René (1930–2008), französischer Fußballspieler
- Derewen, Alexander Jurjewitsch (* 1992), russischer Handballspieler
- Derewjagin, Alexander Alexandrowitsch (* 1979), russischer Leichtathlet
- Derewjanko, Anatoli Pantelejewitsch (* 1943), russischer Prähistoriker, Archäologe und Hochschullehrer
- Derewjanko, Pawel Jurjewitsch (* 1976), russischer Theater- und Filmschauspieler
- Derewjantschenko, Serhij (* 1985), ukrainischer Boxer
- Derewschtschikowa, Jekaterina Alexandrowna (1926–2006), sowjetische bzw. russische Film- und Theater-Schauspielerin
- Dereziński, Jan (* 1957), polnischer mathematischer Physiker

### Derf
- Derfelden, Wilhelm (1737–1819), kaiserlich russischer General der Kavallerie
- Derfflinger, Friedrich von (1663–1724), preußischer Generalleutnant
- Derfflinger, Georg von (1606–1695), brandenburgischer GeneralfeldmarschallGeorg von Derfflinger (1606–1695)

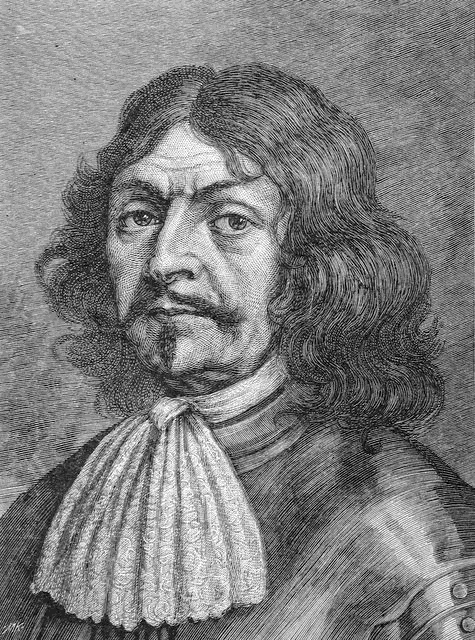
Georg von Derfflinger (1606–1695)

- Derfler, Alois (1924–2005), österreichischer Politiker (ÖVP), Präsident des Bauernbundes und Abgeordneter zum Nationalrat
- Derfler, Hannes (* 1963), österreichischer Politiker (SPÖ)
- Derfler, Kristin (* 1965), österreichische Schauspielerin und Drehbuchautorin
- Derflinger, Christian (* 1994), österreichischer Fußballspieler
- Derflinger, Gerhard (1936–2015), österreichischer Statistiker
- Derflinger, Maria (1930–2024), oberösterreichische Politikerin (SPÖ), oberösterreichische Landtagsabgeordnete, Bundesrätin
- Derflinger, Sabine (* 1963), österreichische Filmemacherin

### Derg
- Derganc, Martin (* 1977), slowenischer Radrennfahrer
- Dergatschow, Alexander Wiktorowitsch (* 1996), russischer Eishockeyspieler
- Dergatschow, Nikolai Alexandrowitsch (* 1994), russischer Fußballspieler
- Dergatschowa, Anna (* 1969), deutsche Schachspielerin russischer Herkunft
- Děrgel, Patrik (* 1989), tschechischer Schauspieler und Synchronsprecher
- Dergham, Joseph (1930–2015), libanesischer Geistlicher, maronitischer Bischof von Kairo
- Derghem, Bert Van (* 1978), deutscher Theaterautor

### Derh
- Derham, William (1657–1735), englischer Geistlicher und Naturphilosoph

### Deri
- Deri, Arje (* 1959), israelischer Politiker, Minister und Knesset-AbgeordneterArje Deri (* 1959)

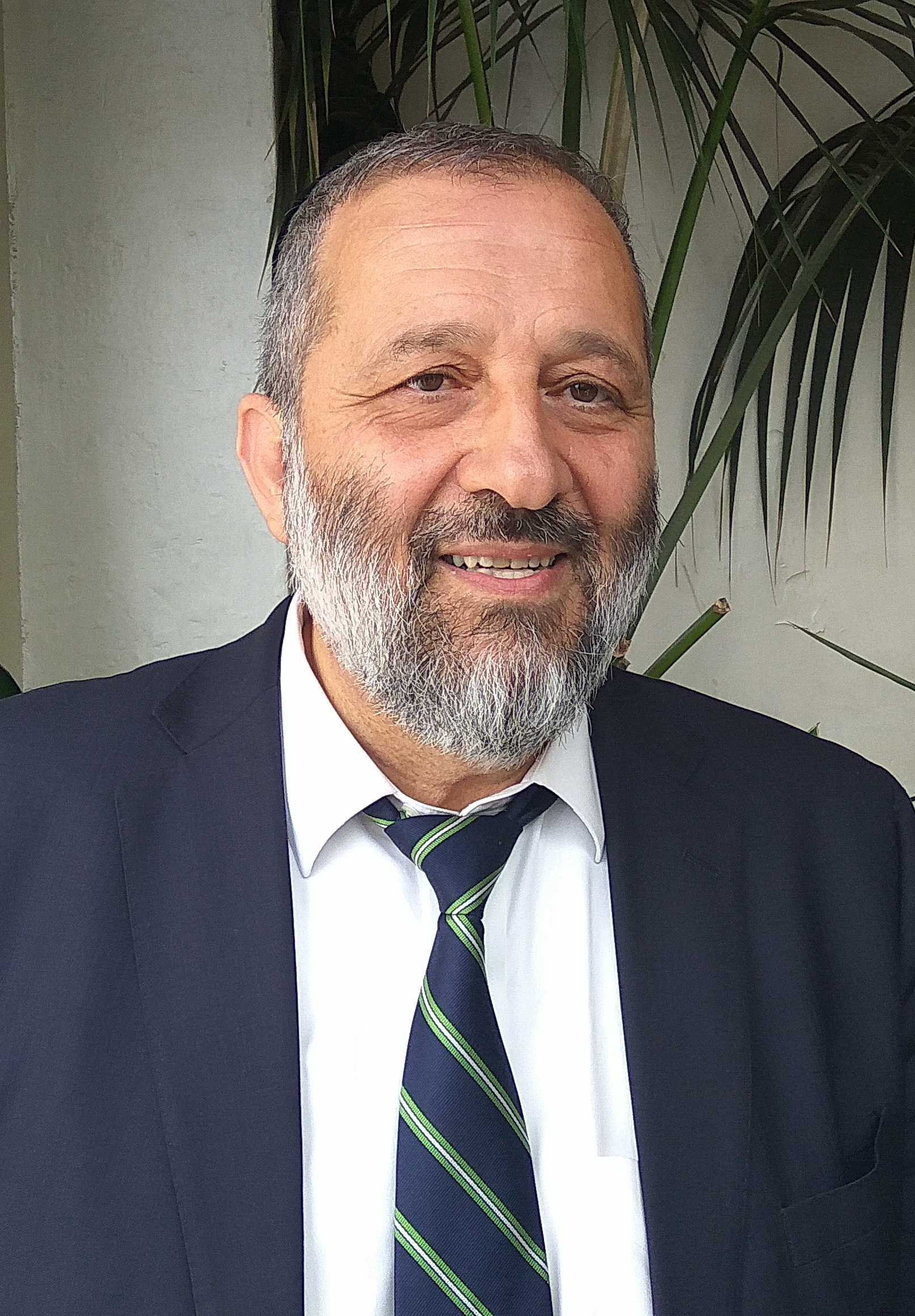
Arje Deri (* 1959)

- Déri, Balázs (* 1954), ungarischer Dichter und Übersetzer, Professor für Altertumswissenschaften und Herausgeber der Zeitschrift Magyar Egyházzene
- Deri, Claudio (* 1989), deutscher Schlagersänger
- Deri, Frances (1880–1971), österreichisch-amerikanische Psychoanalytikerin
- Deri, Max (1878–1938), Kunsthistoriker, Kunstkritiker und Psychologe
- Déri, Miksa (1854–1938), ungarischer Elektrotechniker
- Dériaz, Maurice (1885–1974), Schweizer Kraftsportler, Strongman und Ringer
- Derib (* 1944), Schweizer Comiczeichner
- Deriba, Tesfaye (* 1998), äthiopischer Leichtathlet
- Derichebourg, Boris (* 1978), französischer Autorennfahrer und Unternehmer
- Derichs, Claudia (* 1965), deutsche Politikwissenschaftlerin und Hochschullehrerin
- Derichs, Ernst, deutscher Schwimmer
- Derichs, Franz (1885–1967), deutscher Jesuit und Paläontologe
- Derichs, Lei (1922–2010), niederländischer Athlet
- Derichsweiler, Albert (1909–1997), deutscher Studentenfunktionär und Politiker (NSDAP, FDP), MdR, MdLAlbert Derichsweiler (1909–1997)

Albert Derichsweiler (1909–1997)

- Derichsweiler, Hein (1897–1972), deutscher Bildhauer
- Derici, İrem (* 1987), türkische Sängerin
- Derici, Okan (* 1993), deutsch-türkischer Fußballspieler
- Derick, Carrie (1862–1941), kanadische Botanikerin, Genetikerin, Wissenschaftsautorin und erste kanadische Professorin
- Derickson, Uli (1944–2005), deutsch-US-amerikanische Flugbegleiterin
- Dericum, Christa (1932–2014), deutsche Schriftstellerin
- Deridder, Gaspard (1918–1977), belgischer Boxer
- DeRiel, Emily (* 1974), US-amerikanische Pentathletin
- Deriemaeker, Stanislas (1932–2024), belgischer Organist und Musikpädagoge
- Derieuw, Oshin (* 1987), belgische Boxerin
- Deriex, Suzanne (1926–2024), Schweizer Autorin
- Deriglasowa, Inna Wassiljewna (* 1990), russische Florettfechterin
- Derigs, Heinz-Dieter (* 1953), deutscher Fußballspieler
- Derigs, Ulrich (* 1950), deutscher Mathematiker, Informatiker und Betriebswirt
- Derijewa, Regina Iossifowna (1949–2013), russische Dichterin, Übersetzerin und Essayistin
- Derikx, Geert-Jan (* 1980), niederländischer Hockeyspieler
- Derikx, Rob (* 1982), niederländischer Hockeyspieler
- Derilien, Stevens (* 1992), britischer Fußballspieler (Turks- und Caicosinseln)
- Derin, Bilhan (* 1971), deutsche Filmemacherin
- Derin, Seyhan (* 1969), deutsch-türkische Filmemacherin
- Dering, Antonia (* 1989), deutsche Jazzmusikerin (Gesang, Kontrabass, Komposition)
- Dering, Elisabeth (1921–1997), deutsche Malerin
- Dering, Josef (1910–1999), deutscher Maler und Grafiker
- Dering, Leonhard (* 1991), deutsch-russischer Pianist
- Dering, Richard, englischer Organist und Komponist
- Dering, Władysław Alexander (1903–1965), polnischer Häftlingsarzt im KZ Auschwitz
- Deringas, Ernstas (1895–1965), litauisch-deutscher Fußballspieler
- Deringer, Arved (1913–2011), deutscher Politiker (CDU), MdB, MdEP
- Deringer, Henry (1786–1868), US-amerikanischer Waffenkonstrukteur
- Deringör, Halit (1922–2018), türkischer Fußballspieler, -trainer und -funktionär
- Deriot, Albert François (1766–1836), französischer Divisionsgeneral der Infanterie
- Deripaska, Oleg Wladimirowitsch (* 1968), russischer OligarchOleg Wladimirowitsch Deripaska (* 1968)

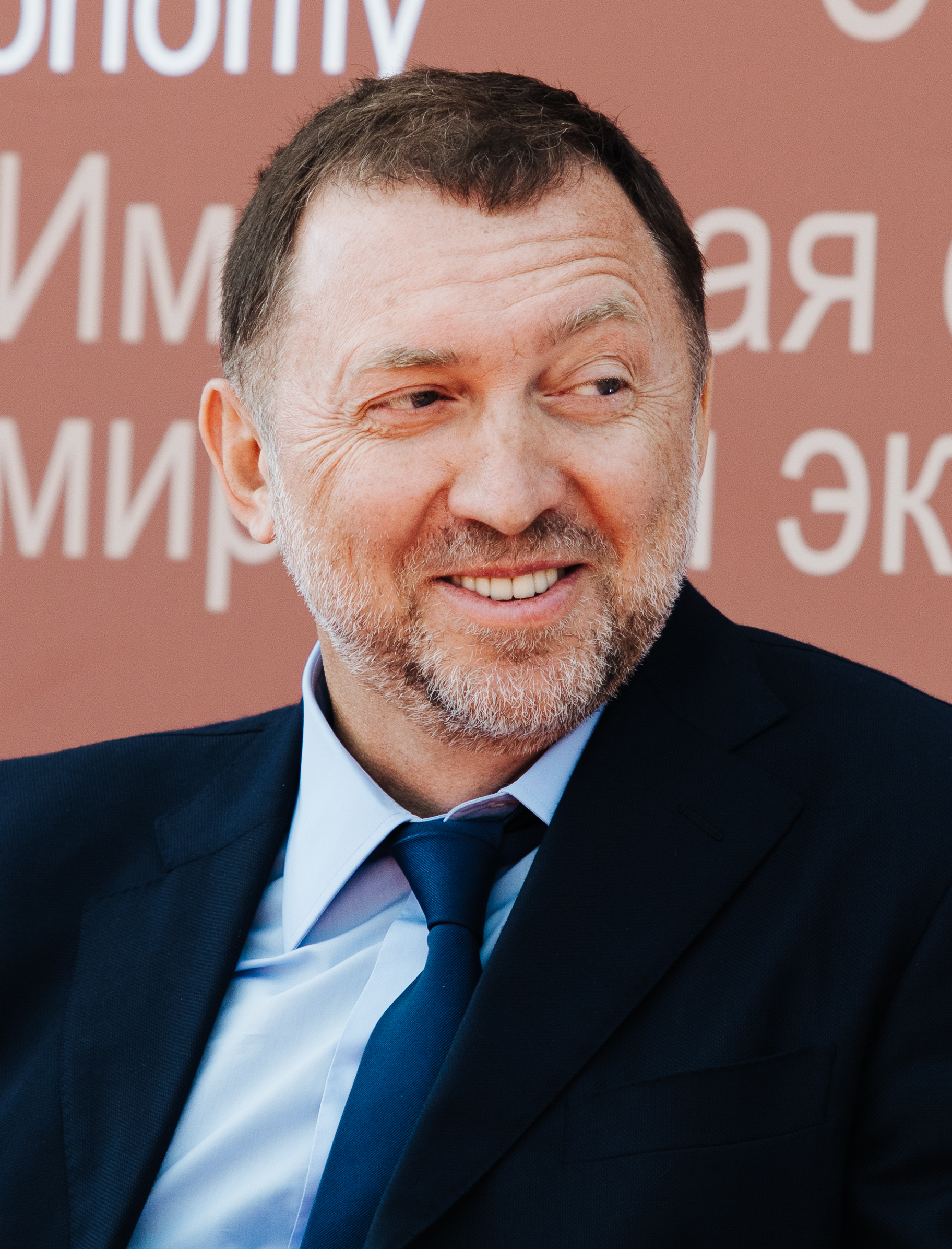
Oleg Wladimirowitsch Deripaska (* 1968)

- Deris, Andi (* 1964), deutscher Metal-Sänger
- Derise, Joe († 2002), US-amerikanischer Jazzmusiker
- DeRisi, Joseph (* 1969), US-amerikanischer Biochemiker
- DeRita, Joe (1909–1993), US-amerikanischer Komiker und Schauspieler
- Derivan, Sophia (* 2000), irische Tennisspielerin
- Derivière, Olivier (* 1978), französischer Soundtrack-Komponist
- Derix, Simone (* 1973), deutsche Historikerin
- Derix, Wilhelm (1837–1919), deutscher Glasbauunternehmer

### Derj
- Derjabin, Andrei Fjodorowitsch (1770–1820), russischer Bergbauingenieur
- Derjagin, Boris Wladimirowitsch (1902–1994), russischer Chemiker und Physiker
- Derjugina, Jewgenija Filippowna (1923–1944), sowjetische Sanitäterin im Zweiten Weltkrieg
- Derjugina, Natalja Borissowna (* 1971), russische Handballspielerin
- Derjuhin, Iwan (1928–1996), sowjetischer Pentathlet

### Derk
- Derkach, Dariya (* 1993), italienische Dreispringerin und Weitspringerin
- Derkatch, Dale (* 1964), kanadischer Eishockeyspieler
- Derkatsch, Julija (* 1986), ukrainisch-aserbaidschanische Gewichtheberin
- Derkatsch, Leonid (1939–2022), ukrainischer Politiker, General und Geheimdienstchef
- Derkatsch, Wjatscheslaw (* 1976), ukrainischer Biathlet
- Derkert, Siri (1888–1973), schwedische Künstlerin des Expressionismus
- Derki, Talal (* 1977), syrischer Filmregisseur, Kameramann und Drehbuchautor
- Derkinderen, Antoon (1859–1925), niederländischer Genre- und Porträtmaler sowie Illustrator und Kunstpädagoge
- Derkovits, Gyula (1894–1934), ungarischer Maler und Grafiker
- Derkow, Willi (1906–1983), deutscher politischer Aktivist
- Derkowski, Gerrit (* 1969), deutscher Journalist und Moderator
- Derks, Gerhard (1902–1970), deutscher Landrat
- Derks, Janika (* 1990), deutsche Voltigiererin
- Derks, Kiara (* 2001), niederländische Skirennläuferin
- Derks, Lucas (* 1950), niederländischer Kunstmaler und Sozialpsychologe
- Derks, Luzia-Maria (* 1959), deutsche Licht- und Medienkünstlerin
- Derks, Paul (* 1944), deutscher Germanist
- Derksen, Duane (* 1968), kanadischer Eishockeytorhüter
- Derksen, Geert-Jan (* 1975), niederländischer Ruderer
- Derksen, Gijsbertus (1870–1920), niederländischer Maler, Zeichner und Aquarellist
- Derksen, Harm (* 1970), niederländisch-US-amerikanischer Mathematiker
- Derksen, Jan (1919–2011), niederländischer Radrennfahrer
- Derksen, Johannes (1898–1973), deutscher Schriftsteller und katholischer Priester
- Derksen, Robert-Jan (* 1974), niederländischer Golfspieler
- Derksen, Simon (* 1983), deutscher Synchronsprecher und Schauspieler
- Derkylidas, spartanischer Feldherr
- Derkylides, antiker griechischer Philosoph

### Derl
- Derlago, Bill (* 1958), kanadischer Eishockeyspieler
- Derlago, Mark (* 1986), kanadischer Eishockeyspieler und -trainer
- Derlam, Wilhelm (1877–1948), deutscher Architekt und Baumeister
- D’Erlanger, Gérard (1906–1962), britischer Manager
- Derleder, Annegret (* 1938), deutsche Juristin und ehemalige Richterin
- Derleder, Peter (1940–2018), deutscher Rechtswissenschaftler und Richter
- Derlei (* 1975), brasilianisch-portugiesischer Fußballspieler
- Derler, Patrick (* 1986), österreichischer Politiker (FPÖ), Landtagsabgeordneter
- Derleth, August (1909–1971), US-amerikanischer Autor von Horror-Geschichten, Verleger und Herausgeber von AnthologienAugust Derleth (1909–1971)

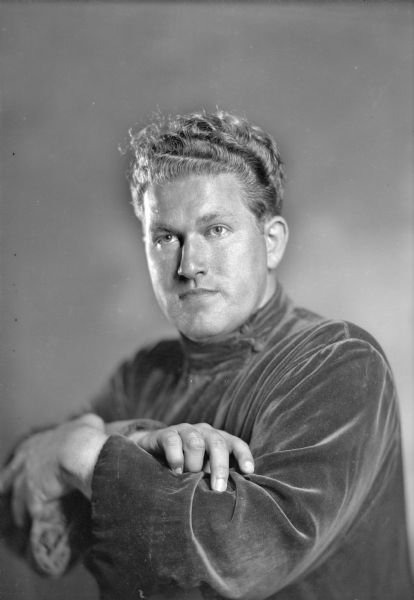
August Derleth (1909–1971)

- Derleth, Ludwig (1870–1948), deutscher Schriftsteller
- Derleth, Sigismund (1675–1752), deutscher Propst
- Derlick, Erwin (* 1939), deutscher Radrennfahrer
- Derlien, Charles (1891–1962), deutscher Maler und Gebrauchsgrafiker
- Derlien, Hans-Ulrich (1945–2010), deutscher Verwaltungswissenschaftler
- Derlien, Maren (* 1975), deutsche Ruderin
- Derlin, Bruce (* 1961), neuseeländischer Tennisspieler
- Derlin, Mirka (* 1984), deutsche FußballschiedsrichterinMirka Derlin (* 1984)

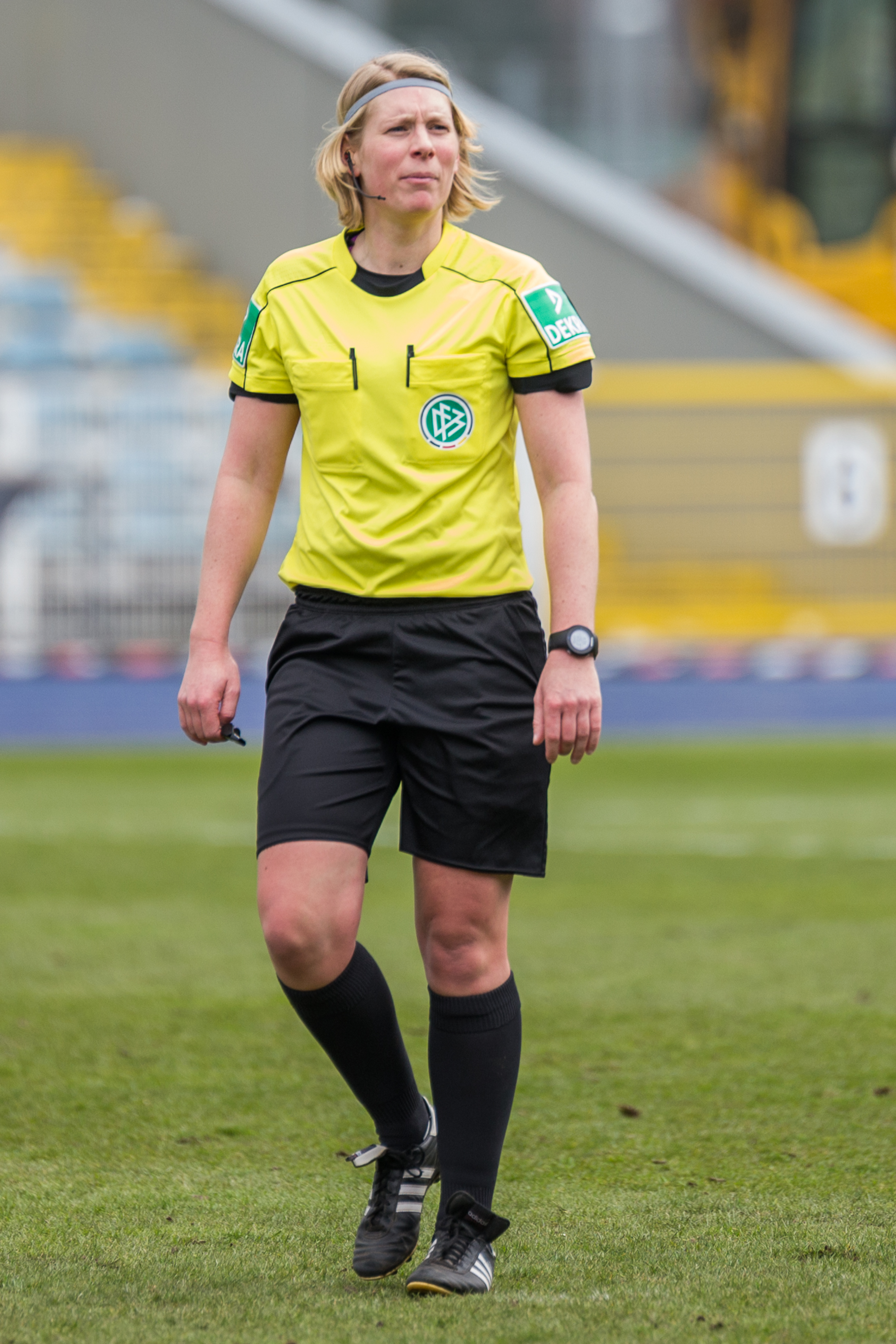
Mirka Derlin (* 1984)

- Derlitzki, Georg (1889–1958), deutscher Agrarwissenschaftler
- Derljuk, Roman Olegowitsch (* 1986), russischer Eishockeyspieler
- Derly, João (* 1981), brasilianischer Judoka und Politiker

### Derm
- Dermagne, Philippe (* 1950), französischer Autorennfahrer
- Derman, Abraham Borissowitsch (1880–1952), sowjetischer Literaturkritiker und Romancier
- Derman, Cyrus (1925–2011), US-amerikanischer Mathematiker
- Derman, Emanuel (* 1944), südafrikanischer Wirtschaftswissenschaftler und Physiker
- Đerman, Ivan (* 1983), kroatischer Basketballspieler
- Derman, Mina (* 2002), türkische Schauspielerin
- Dermancıoğlu, Esra (* 1968), türkische Schauspielerin
- Dermane, Henriete (1882–1954), russisch-sowjetische Revolutionärin und Bibliothekswissenschaftlerin
- Dermansky, Marcy (* 1969), US-amerikanische Autorin und Filmkritikerin
- Dermech, Fahed (* 1966), tunesischer Fußballspieler
- Dermenghem, Émile (1892–1971), französischer Journalist, Archivar und Bibliothekar
- Dermer, Elisabeth (1805–1861), österreichische Opernsängerin
- Dermietzel, Friedrich (1873–1942), deutscher Landwirt, Gutsbesitzer und Politiker (DNVP), MdL
- Dermietzel, Friedrich Karl (1899–1981), deutscher HNO-Arzt, SS-Brigadeführer und Generalmajor der Waffen-SSFriedrich Karl Dermietzel (1899–1981)

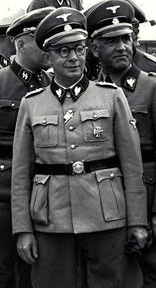
Friedrich Karl Dermietzel (1899–1981)

- Dermine, Thomas (* 1986), belgischer Politiker (PS)
- Dermody, Clarke (* 1980), neuseeländischer Rugby-Union-Spieler
- Dermody, Maeve (* 1985), australische Schauspielerin
- Dermon, Anne-Marie (1944–2018), Schweizer Theaterschauspielerin
- Dermon, Giuseppe (* 1945), Schweizer Skilangläufer
- Dermota, Anton (1876–1914), slowenischer Jurist, Politiker und Übersetzer
- Dermota, Anton (1910–1989), jugoslawischer Opernsänger (lyrischer Tenor) mit Hauptwohnsitz in Wien
- Dermott, Travis (* 1996), kanadischer Eishockeyspieler
- Dermoût, Maria (1888–1962), niederländische Schriftstellerin
- Dermuth, Otto († 1950), österreichischer Unternehmer und Politiker (ÖVP); Vizebürgermeister von Klagenfurt
- Dermuth, Walter (1926–2011), österreichischer Unternehmer und Politiker (ÖVP); Vizebürgermeister von Klagenfurt
- Dermutz, Klaus (* 1960), österreichischer Autor und Publizist

### Dern
- Dern, Bruce (* 1936), US-amerikanischer Schauspieler
- Dern, Detlef (1905–1941), deutscher Politiker (NSDAP), MdR
- Dern, George Henry (1872–1936), US-amerikanischer Politiker, Gouverneur von Utah und der 54. US-Kriegsminister
- Dern, Helfrich (1891–1918), deutscher Maler und Zeichner
- Dern, Laura (* 1967), US-amerikanische Schauspielerin und ProduzentinLaura Dern (* 1967)

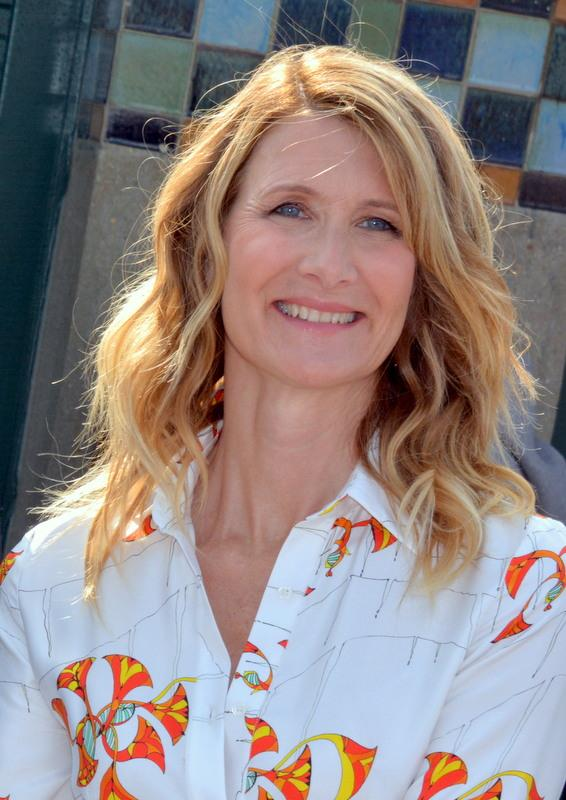
Laura Dern (* 1967)

- Dern, Wilhelm Heinrich (1757–1848), preußischer Landrat
- Dernath, Friedrich Otto von (1734–1805), deutscher Domherr, Gutsbesitzer und Unternehmer
- Dernath, Gerhard von (1622–1689), kursächsischer Kriegsrat
- Dernath, Gerhard von (1666–1740), holstein-gottorfischer Diplomat, Geheimer Rat und Feldmarschall
- Dernath, Gerhard von (1700–1759), herzoglich gottorpischer Geheimer Rat
- Dernath, Johann Georg von (1666–1739), herzoglich gottorpischer Konferenzrat
- Dernath, Magnus von (1765–1828), deutsch-dänischer Verwaltungsjurist, dänischer Diplomat und Lübecker Domherr
- Dernbach, Balthasar von († 1606), Fürstabt von Fulda
- Dernbach, Beatrice (* 1964), deutschsprachige Journalistin und Kommunikationswissenschaftlerin
- Dernbach, Johann Otto von (1658–1697), deutscher Landesherr
- Dernbach, Maria Eleonore von (1680–1718), deutsche Landesherrin
- Dernbach, Peter Philipp von (1619–1683), Fürstbischof im Erzbistum Bamberg und Bistum Würzburg
- Dernbach, Stefan (* 1962), deutscher Jurist und Präsident des Eisenbahn-Bundesamtes
- Dernbecher, Benjamin (* 1969), deutscher Kameramann
- Dernburg, Bernhard (1865–1937), deutscher Politiker (DDP), MdR und BankierBernhard Dernburg (1865–1937)

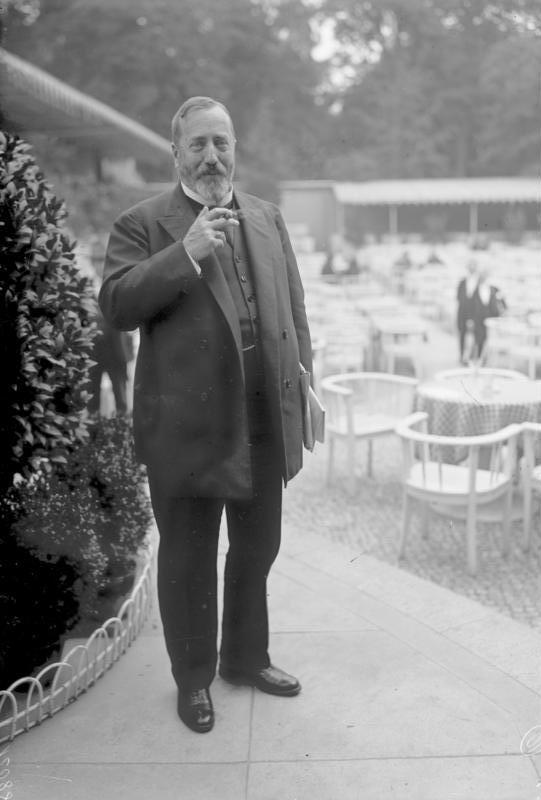
Bernhard Dernburg (1865–1937)

- Dernburg, Ernst (1887–1960), deutscher Schauspieler
- Dernburg, Friedrich (1833–1911), deutscher Publizist und Politiker (NLP), MdR
- Dernburg, Heinrich (1829–1907), deutscher Jurist, Politiker und Pandektist
- Dernburg, Hermann (1868–1935), deutscher Architekt
- Dernburg, Ilse (* 1880), deutsche Innenarchitektin und Bühnenautorin
- Dernburg, Jacob (1794–1878), deutscher Jurist
- Dernburg, Thomas Frederick (* 1930), US-amerikanischer Wirtschaftswissenschaftler
- Derndorfer, Ignaz (1869–1932), österreichischer Baumeister und Maurermeister
- Dernen, Friedrich-Wilhelm (1884–1967), deutscher Generalmajor der Reserve im Zweiten Weltkrieg
- Dernesch, Helga (* 1939), österreichische Opernsängerin (dramatischer Sopran)
- Dernfeld, Karl (1831–1879), deutscher Architekt und badischer Baubeamter, Bezirksbauinspektor in Baden-Baden
- Dernhoff, Benni (* 1983), deutscher Musikproduzent und Komponist
- Dernie, Frank (* 1950), britischer Ingenieur und Rennwagen-Konstrukteur
- Dernier, Léon (1912–1969), belgischer Autorennfahrer
- Dernies, Michel (* 1961), belgischer Radrennfahrer und Sportlicher Leiter
- Dernis, Geoffrey (* 1980), französischer Fußballspieler
- Dernjač, Josef (1851–1920), österreichischer Kunsthistoriker
- Dernley, Syd (1920–1994), britischer Henker (1949–1954)
- Dernoscheg, Karl Heinz (* 1959), österreichischer Politiker (ÖVP), Abgeordneter zum Bundesrat und Nationalrat
- Dernowoi, Anatoli (* 1951), kasachischer Politiker
- Dernschwam, Hans (* 1494), böhmischer Fugger-Kaufmann
- Derntl, Karl (1918–1975), österreichischer Musiker und Komponist
- Derntl, Wolfram Igor, österreichischer Opernsänger der Stimmlage Tenor
- Derny, Léon (1881–1963), französischer Auto- und Motorrad-Rennfahrer

### Dero
- Derobe, Alain (1936–2012), französischer Kameramann
- DeRoburt, Hammer (1922–1992), nauruischer Politiker, Gründungspräsident der Republik Nauru
- Deroc, Jean (1925–2015), Schweizer Tänzer und Choreograf
- DeRocco, Stelio (* 1960), kanadischer Volleyballtrainer und Volleyballspieler
- Deroche, Élise (1882–1919), französische Pilotin, erste Frau der Welt, die einen Pilotenschein machteÉlise Deroche (1882–1919)

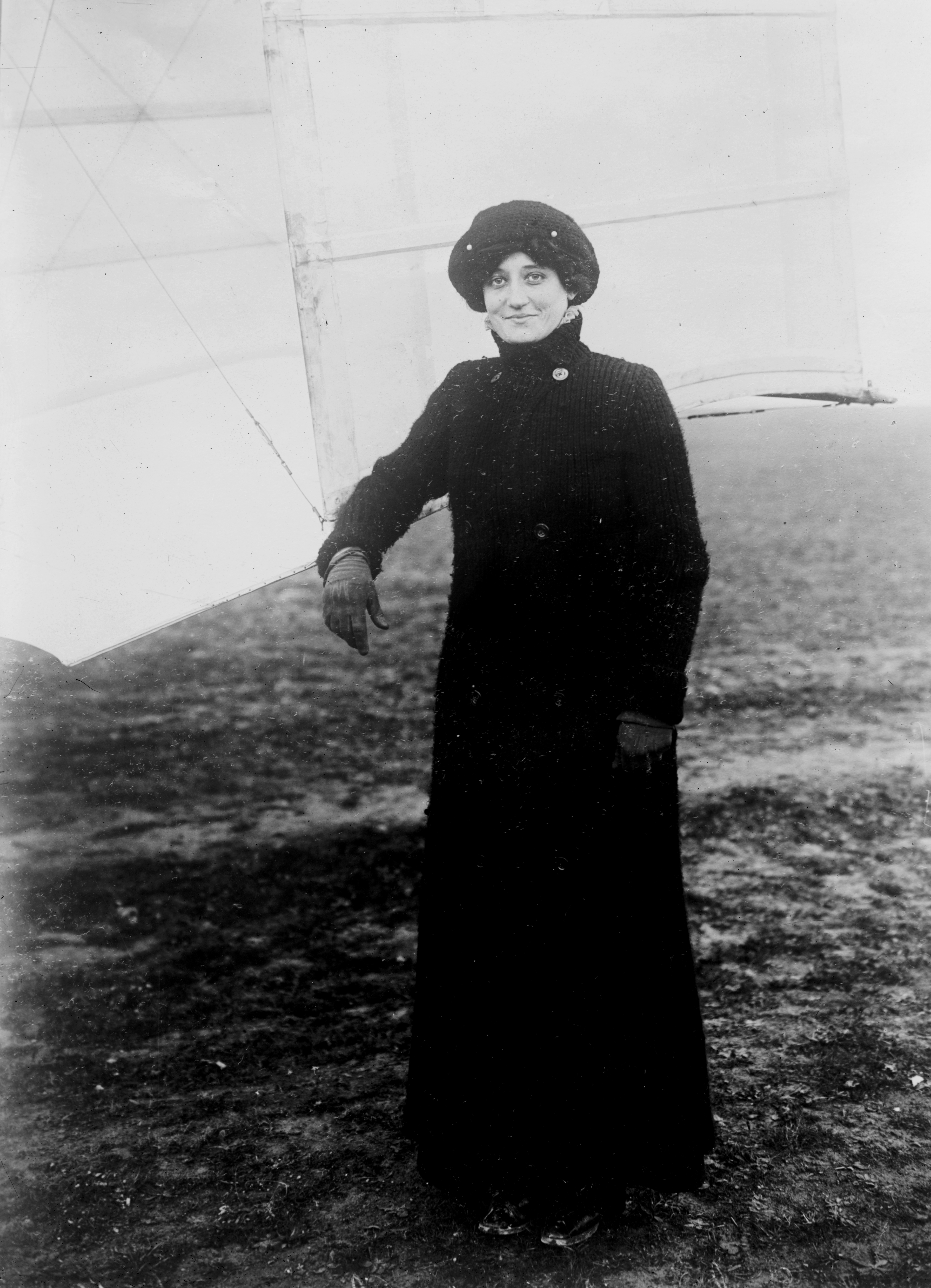
Élise Deroche (1882–1919)

- Déroche, François (* 1952), französischer Koranforscher
- Derochie, Darren (* 1966), kanadischer Skilangläufer
- Derocles, Thierry, französischer Filmeditor
- Deroey, Dennis (* 1987), belgischer Volleyballspieler
- Deroff, Yves (* 1978), französischer Fußballspieler
- DeRogatis, Jim (* 1964), US-amerikanischer Radiomoderator, Musikjournalist, Autor und Musiker
- Deroin, Audrey (* 1989), französische Handballspielerin
- Deroin, Thierry (* 1960), französischer Botaniker
- Deroko, Aleksandar (1894–1988), jugoslawischer Kunstwissenschaftler, Architekt, Illustrator und Autor
- Derolez, René (1921–2005), belgischer Mediävist und Runologe
- Derome, Jean (* 1955), kanadischer Jazz- und Improvisationsmusiker
- Deromedis, Simone (* 2000), italienischer Freestyle-Skisportler
- Deronde, Freddie (1938–2012), belgischer Jazz-Bassist
- Derons, Ferdinand-Joseph († 1762), Aquarellmaler und Zeichner
- Deroo, David (* 1985), französischer Straßenradrennfahrer
- DeRosa, Carlo (* 1970), US-amerikanischer Jazzmusiker und Komponist
- DeRosa, Clem (1925–2011), US-amerikanischer Jazz-Musiker und Bandleader
- DeRosa, JB (* 1991), US-amerikanischer Basketballschiedsrichter
- DeRosa, Joe (* 1957), US-amerikanischer Basketballschiedsrichter
- DeRosa, Richard (* 1955), US-amerikanischer Jazzmusiker
- DeRose, Dena (* 1966), amerikanische Jazzmusikerin (Gesang, Piano, Komposition)
- DeRose, Peter (1900–1953), US-amerikanischer Jazz-Komponist und Songwriter
- Derosne, Charles (1780–1846), französischer Apotheker und Industrieller
- Derossi, Carl (1844–1910), deutschamerikanischer Hutmacher und Politiker der frühen Sozialdemokratie
- Derossi, Josef (1768–1841), österreichischer Schauspieler und Theaterleiter
- Derot, Gilles (* 1963), französischer Handballspieler und -trainer
- Derot, Théo (* 1992), französischer Handballspieler
- Derou, Joseph, französischer Turner
- Derouard, Anthony (* 1992), französischer Fußballspieler
- Deroubaix, Damien (* 1972), französischer Maler, Bildhauer und Holzschneider
- Derouet, Henri-François-Marie-Pierre (1922–2004), französischer Geistlicher, katholischer Bischof
- Derouet, Paul (* 1947), französischer Comicverleger und Übersetzer
- Déroulède, Paul (1846–1914), französischer Autor und Politiker
- Déroulède, Pauline (* 1990), französische Rollstuhltennisspielerin
- Derounian, Avedis Boghos (1909–1991), US-amerikanischer Publizist
- Derounian, Steven (1918–2007), US-amerikanischer Politiker
- Derow, Klaus-Dieter (1948–2021), deutscher Fußballtorhüter
- Deroy, Bernhard Erasmus von (1743–1812), deutscher General der bayerischen Armee
- Deroy, Isidore Laurent (1797–1886), französischer Maler, Aquarellist und Lithograf
- Deroy, Jean Prosper Theodorus (1913–1981), niederländisch-belgischer Romanist und Mediävist
- Deroy, Ludwig von (1786–1864), bayerischer Graf und Generalmajor
- Deroy, Philipp Aloys Erasmus von (1806–1848), bayerischer Kammerherr und Reichsrat
- DeRozan, DeMar (* 1989), US-amerikanischer BasketballspielerDeMar DeRozan (* 1989)

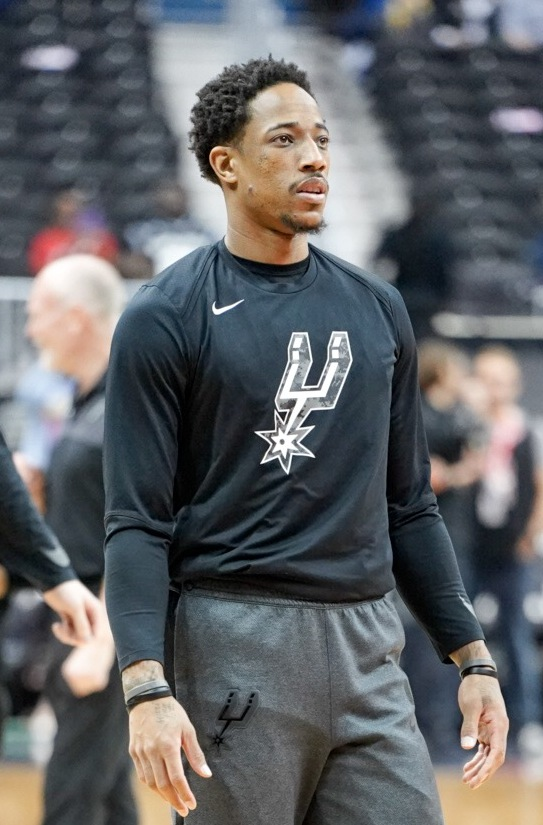
DeMar DeRozan (* 1989)

- Dérozier, Albert (1933–1997), französischer Romanist und Hispanist

### Derp
- Derp, Clotilde von (1892–1974), deutsche Tänzerin
- Derpapas, Georgios (1937–2014), griechischer Maler und Grafiker
- Derpsch, Gisela (1898–1984), deutsche Oratoriensängerin

### Derq
- Derqui, Santiago (1809–1867), Präsident von Argentinien

### Derr
- Derr, Katharina (* 1990), deutsche Schauspielerin
- Derr, Laurin (* 1998), deutscher Volleyballspieler
- Derr, Manuela (* 1971), deutsche Leichtathletin
- Derr, Richard (1918–1992), US-amerikanischer Schauspieler in Film, Fernsehen und Theater
- Derra de Moroda, Friderica (1897–1978), österreichisch-britische Tänzerin, Tanzpädagogin, Tanzwissenschaftlerin
- Derra, Ernst (1901–1979), deutscher Mediziner, Pionier der Herzchirurgie
- Derrant, Dominik (* 1994), österreichischer Fußballspieler
- Derrett, J. Duncan M. (1922–2012), britischer Rechtswissenschaftler und Orientalist
- Derrez, Hubert (1922–1996), deutsch-niederländischer Heimatdichter und Komponist
- Derrick, Butler (1936–2014), US-amerikanischer Politiker
- Derrick, David G. Jr. (* 1978), US-amerikanischer Filmschaffender, Bildender Künstler, Autor und Illustrator
- Derrick, Kimberly (* 1985), US-amerikanische Shorttrack-Läuferin und Inline-Speedskaterin
- Derrick, Noel (1926–2018), australischer Eishockeyspieler
- Derrick, Thomas, englischer Seemann und Henker
- Derrick, Tom (1914–1945), australischer Soldat und Träger des Victoria-Kreuzes
- Derricks, Cleavant (1910–1977), US-amerikanischer, baptistischer Theologe und Kirchenliedkomponist
- Derricks, Cleavant (* 1953), US-amerikanischer Schauspieler und Sänger
- Derrickson, Scott, US-amerikanischer Drehbuchautor und Regisseur
- D’Errico, Alessandro (* 1950), italienischer Geistlicher, römisch-katholischer Erzbischof und Diplomat des Heiligen Stuhls
- D’Errico, Corrado (1902–1941), italienischer Journalist, Filmregisseur und Drehbuchautor
- D’Errico, Donna (* 1968), US-amerikanische Schauspielerin sowie Laufsteg-Model
- d’Errico, Francesco (* 1957), italienischer Archäologe und Paläontologe
- d’Errico, Teodoro († 1618), niederländischer Maler des Manierismus, tätig in Neapel
- Derrida, Bernard (* 1952), französischer Physiker
- Derrida, Jacques (1930–2004), französischer Philosoph, Begründer der DekonstruktionJacques Derrida (1930–2004)

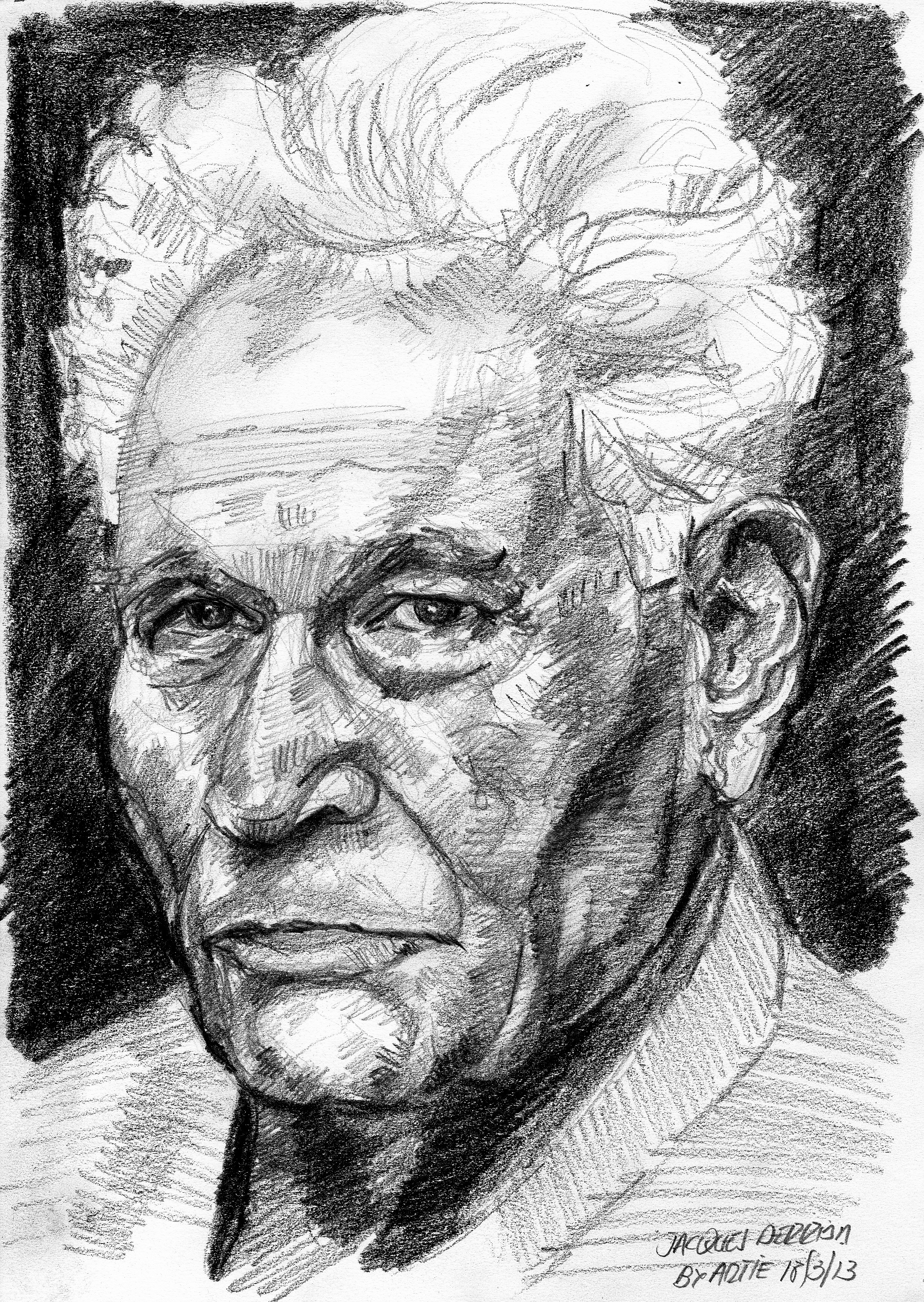
Jacques Derrida (1930–2004)

- Derrida, Marguerite (1932–2020), französische Psychoanalytikerin und Übersetzerin
- Derrien, André (1895–1994), französischer Segler
- Derriey, Charles (1808–1877), französischer Stempelschneider, Typograf, Buchdrucker und Schriftgießer
- Derrig, Thomas (1897–1956), irischer Politiker (Sinn Féin und Fianna Fáil)
- Derrimut († 1864), Führer der Aborigines
- Derringer, Rick (1947–2025), US-amerikanischer RockmusikerRick Derringer (1947–2025)

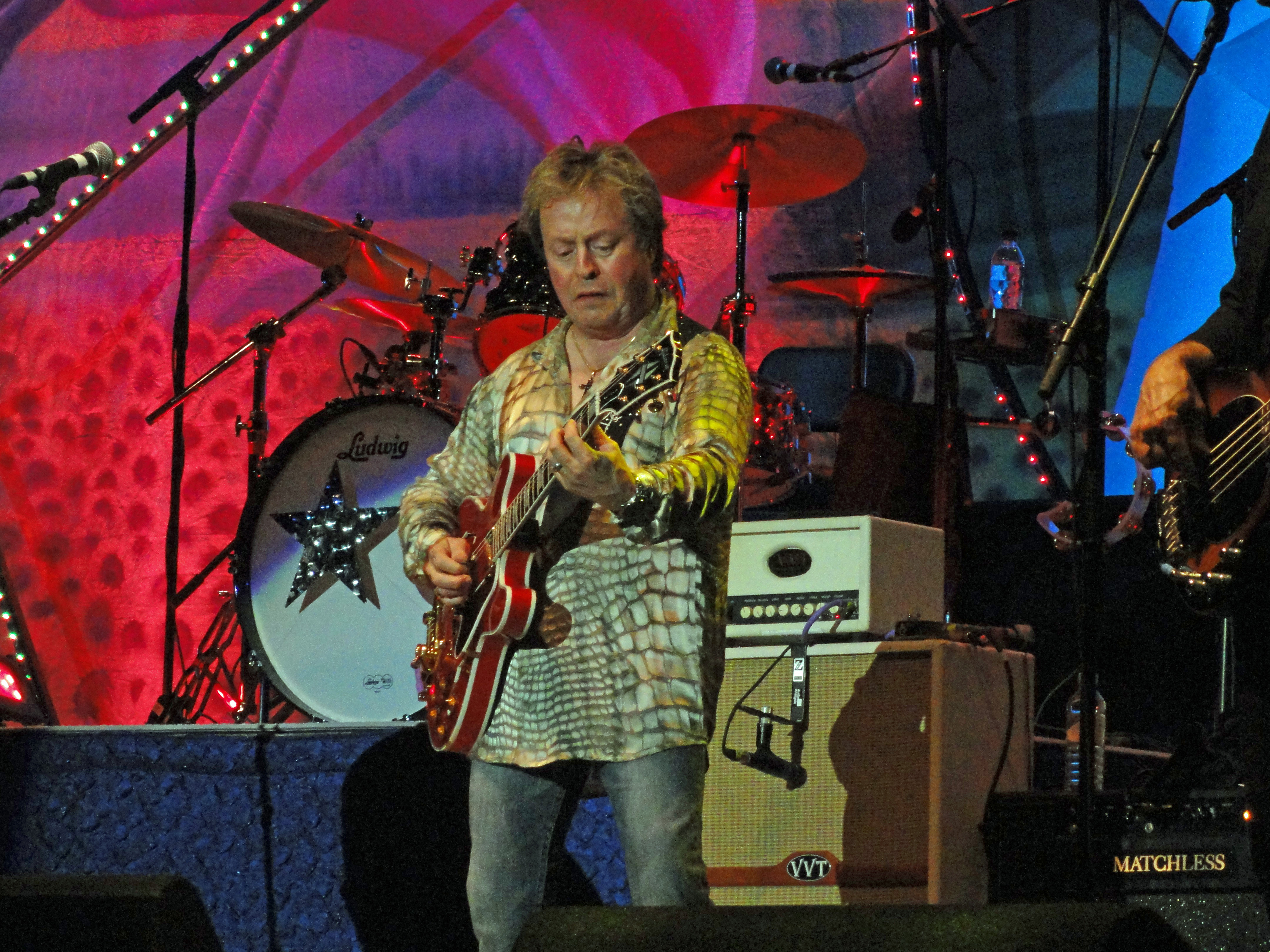
Rick Derringer (1947–2025)

- Derron, Christoph (* 1944), Schweizer Grafiker und Autor
- Derron, Dominique, Schweizer Pianistin
- Derron, Julie (* 1996), Schweizer Triathletin
- Derron, Michelle (* 1994), Schweizer Triathletin
- Derron, Nina (* 1993), Schweizer Triathletin
- Derry, Ambrose, Justizminister und Generalstaatsanwalt in Ghana
- Derry, Duncan R. (1906–1987), kanadischer Lagerstättengeologe
- Derry, Shaun (* 1977), englischer Fußballspieler und -trainer
- Derryberry, Debi (* 1960), US-amerikanische Synchronsprecherin und Schauspielerin
- Derryberry, Hayley, US-amerikanische Schauspielerin, Synchronsprecherin, Drehbuchautorin und Filmproduzentin

### Ders
- Dersch, Eckard von († 1405), Bischof von Worms
- Dersch, Hans (* 1967), US-amerikanischer Schwimmer
- Dersch, Heinrich (1889–1967), deutscher expressionistischer Maler und Zeichner
- Dersch, Helmut (1929–2010), deutscher Wirtschaftspolitiker und SED-Funktionär
- Dersch, Hermann (1883–1961), deutscher Jurist
- Dersch, Mathias (1865–1943), österreichischer Politiker (CSP), Abgeordneter zum Nationalrat
- Dersch, Petra (* 1965), deutsche Mikrobiologin und Hochschullehrerin
- Dersch, Wilhelm (1877–1942), deutscher Historiker und Archivar
- Derschatta von Standhalt, Julius (1852–1924), österreichischer Rechtsanwalt und Politiker
- Derschau, Albert von (1841–1915), preußischer Generalmajor
- Derschau, August Egbert von (1845–1883), deutscher Jurist und Romanschriftsteller
- Derschau, Bernhard von (1903–1945), deutscher Landrat
- Derschau, Birgit von (* 1953), deutsche Fernsehmoderatorin
- Derschau, Christian Reinhold von (1679–1742), preußischer Generalmajor, Amtshauptmann von Peitz und Cottbus, Mitglied des Tabakskollegium
- Derschau, Christoph (1938–1995), deutscher Lyriker
- Derschau, Christoph Friedrich von (1714–1799), preußischer Regierungspräsident von Ostfriesland
- Derschau, Friedrich Wilhelm von (1723–1779), preußischer Staatsmann
- Derschau, Karl Friedrich von (1699–1753), preußischer Generalmajor, Chef des Füsilier-Regiments Nr. 47
- Derschau, Reinhold von (1600–1667), deutscher Jurist
- Derschawin, Andrei Wladimirowitsch (* 1963), russischer Sänger, Komponist und Frontmann der Gruppe Stalker (Сталкер)
- Derschawin, Gawriil Romanowitsch (1743–1816), russischer Autor und DichterGawriil Romanowitsch Derschawin (1743–1816)

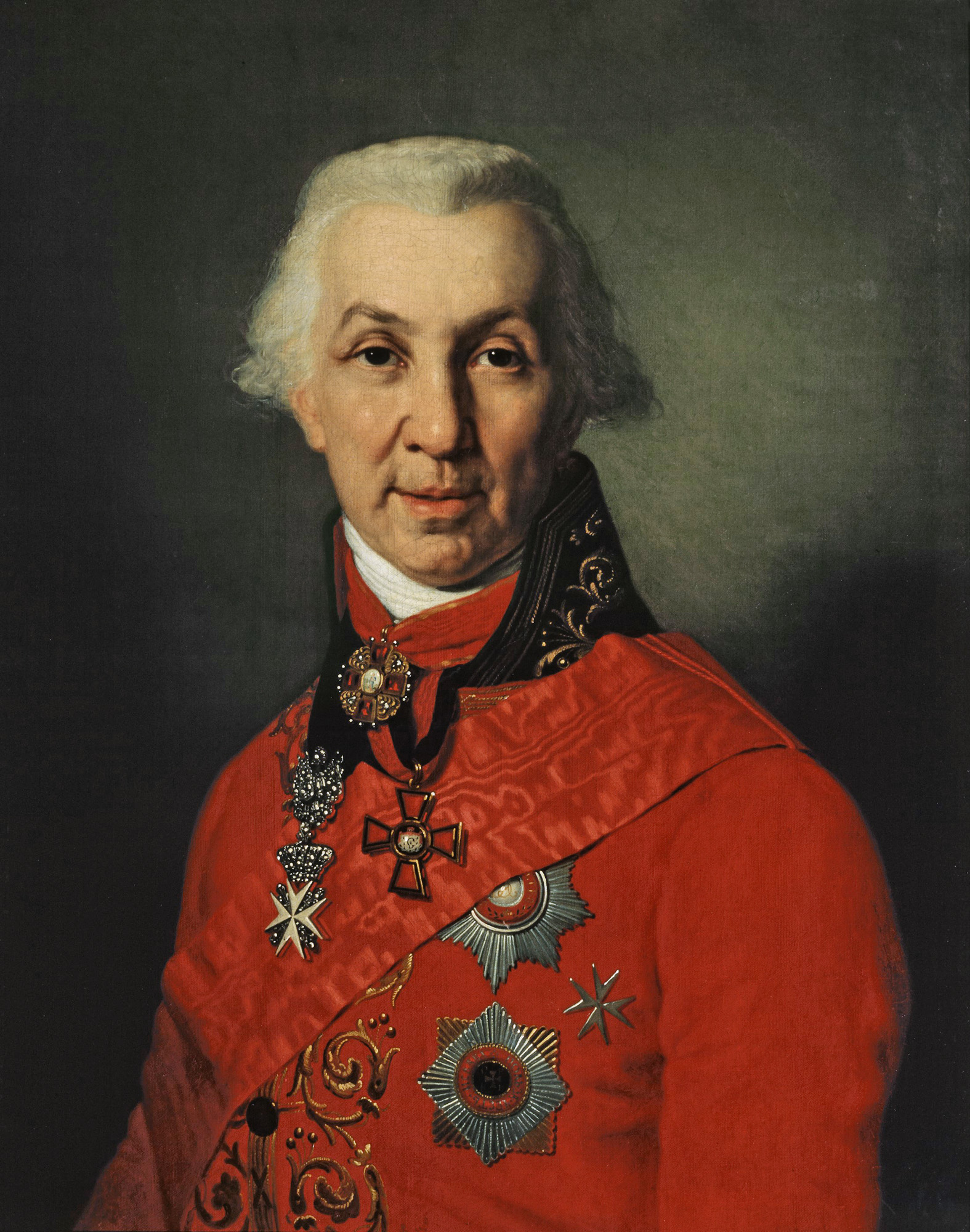
Gawriil Romanowitsch Derschawin (1743–1816)

- Derschawina, Darja Alexejewna (1767–1842), russische Gutsbesitzerin und Mäzenin
- Derschawina, Jekaterina Wladimirowna (* 1967), russische Pianistin und Klavierpädagogin
- Derscheid, Gustav Theodor Friedrich (* 1827), deutscher Reichsgerichtsrat
- Derscheid, Jean-Marie (1901–1944), belgischer Zoologe und Vogelzüchter
- Derschka, Harald (* 1969), deutscher Historiker
- Derschka, Peter (* 1948), deutscher Unternehmer, Wirtschaftspublizist und Maler
- Derschmidt, Friedemann (* 1967), österreichischer Dokumentarfilmer und freischaffender, bildender Künstler
- Derschmidt, Hermann (1904–1997), österreichischer Volksmusikforscher
- Derschmidt, Volker (* 1934), österreichischer Volksmusikforscher
- Derschmidt, Wolfram (* 1964), österreichischer Jazzmusiker (Kontrabass)
- Dershem, Franklin Lewis (1865–1950), US-amerikanischer Politiker
- Dershowitz, Alan M. (* 1938), US-amerikanischer RechtsanwaltAlan M. Dershowitz (* 1938)

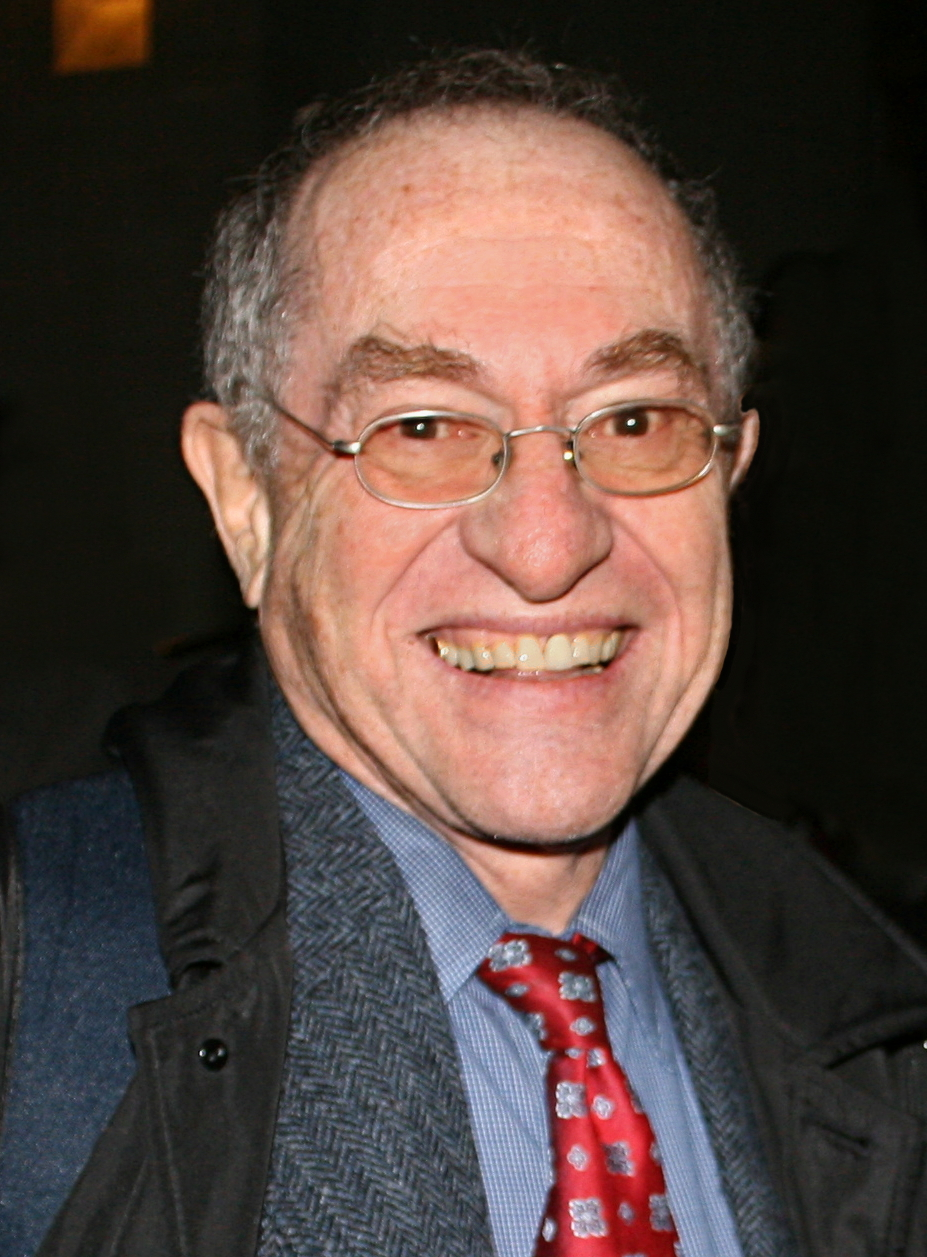
Alan M. Dershowitz (* 1938)

- Dershowitz, Idan (* 1982), israelischer Bibelwissenschaftler
- Dersimi, Nuri (1893–1973), kurdischer Politiker und Anführer
- Dersin, Gene (1905–1985), belgischer Jazz- und Unterhaltungsmusiker (Saxophone, Klarinette) und Bandleader
- Derska, Joseph (1808–1847), deutschböhmischer Opernsänger (Tenor)
- Derstadt, Eva-Maria (* 1969), deutsche Juristin und Richterin am Bundesgerichtshof
- Derstroff, Julian (* 1992), deutscher Fußballspieler

### Dert
- Dertinger, Antje (* 1940), deutsche Autorin und Frauenhistorikerin
- Dertinger, Georg (1902–1968), deutscher Politiker (CDU), MdV, Minister der DDR
- Dertinger, Maria (1905–2004), deutsches Opfer des Stalinismus
- Dertnig, Carola (* 1963), österreichische Künstlerin
- Dertônio, Ferrer († 1948), brasilianischer Radrennfahrer
- Dertouzos, Michael (1936–2001), griechisch-US-amerikanischer Informatiker
- Dertsch, Richard (1894–1981), deutscher Historiker und Archivar
- Dertwinkel, Sina (* 1988), deutsche Politikerin (CDU)
- Dertz, Hugo Fritz (1873–1965), deutscher Politiker, Abgeordneter des Provinziallandtages der Provinz Hessen-Nassau

### Deru
- Déruaz, Joseph (1826–1911), Schweizer römisch-katholischer Geistlicher und Bischof von Lausanne, Genf und Freiburg
- Deruda, Thomas (* 1986), französischer Fußballspieler
- Deruddere, Dominique (* 1957), belgischer Schauspieler, Regisseur und Drehbuchautor
- Deruet, Claude († 1660), lothringischer Barock-Maler
- DeRuiter, Edward, US-amerikanischer Schauspieler und Drehbuchautor
- Derulo, Jason (* 1989), US-amerikanischer R&B- und Popsänger sowie SongwriterJason Derulo (* 1989)

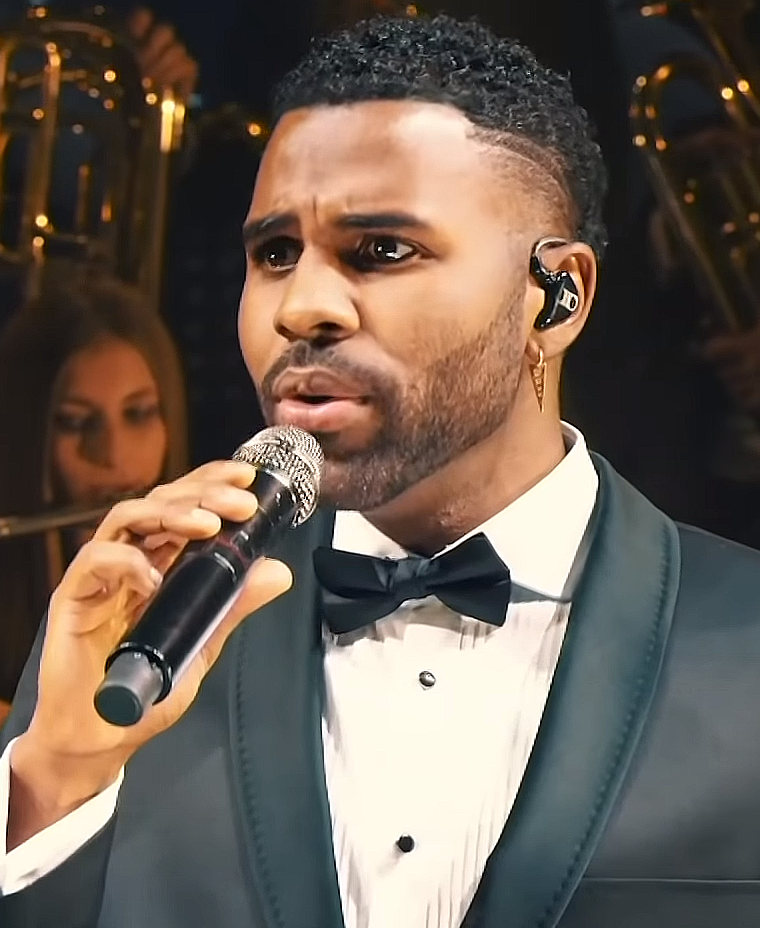
Jason Derulo (* 1989)

- Derun, Kateryna (* 1993), ukrainische Speerwerferin
- Derungs, Gion Antoni (1935–2012), Schweizer Musiker, Musikpädagoge und Komponist
- Derungs, Gion Giusep (* 1932), Schweizer Musiker
- Derungs, Isabel (* 1987), Schweizer Snowboarderin
- DeRungs, Lukas (* 1990), deutscher Jazzmusiker (Piano, Komposition) und Beatboxer
- Derungs, Martin (1943–2023), Schweizer Musiker und Komponist
- Derungs, Ursicin G. G. (1935–2024), Schweizer Theologe, Schriftsteller und Übersetzer
- Déruns, Thomas (* 1982), Schweizer Eishockeyspieler
- Derus, Michael (* 1957), deutscher Diplomat
- DeRusso, Anna, US-amerikanische Schauspielerin
- Derussowa, Inna (1970–2022), ukrainische Unteroffizierin und Sanitäterin
- Deruyter, Charles (1890–1955), belgischer Radrennfahrer
- Deruyter, Yves (* 1970), belgischer Trance-DJ und -Musiker

### Derv
- Dervaes, Jef (1906–1986), belgischer Radrennfahrer
- Dervan, Peter (* 1945), US-amerikanischer Chemiker
- Dervarič, Damjan (* 1982), slowenischer Eishockeyspieler
- Dervaux, Adolphe (1871–1945), französischer Architekt
- Dervaux, Pierre (1917–1992), französischer Dirigent, Komponist und Musikpädagoge
- Dervaux, Sophie (* 1991), französische Fagottistin
- Dervent, Selahattin (* 1967), türkischer Fußballtrainer
- Dervin, Brenda (1938–2022), US-amerikanische Organisationsforscherin
- Derviş, Ahmet (1881–1932), osmanischer und türkischer Militär
- Derviş, Kemal (1949–2023), türkischer Wirtschaftswissenschaftler und PolitikerKemal Derviş (1949–2023)

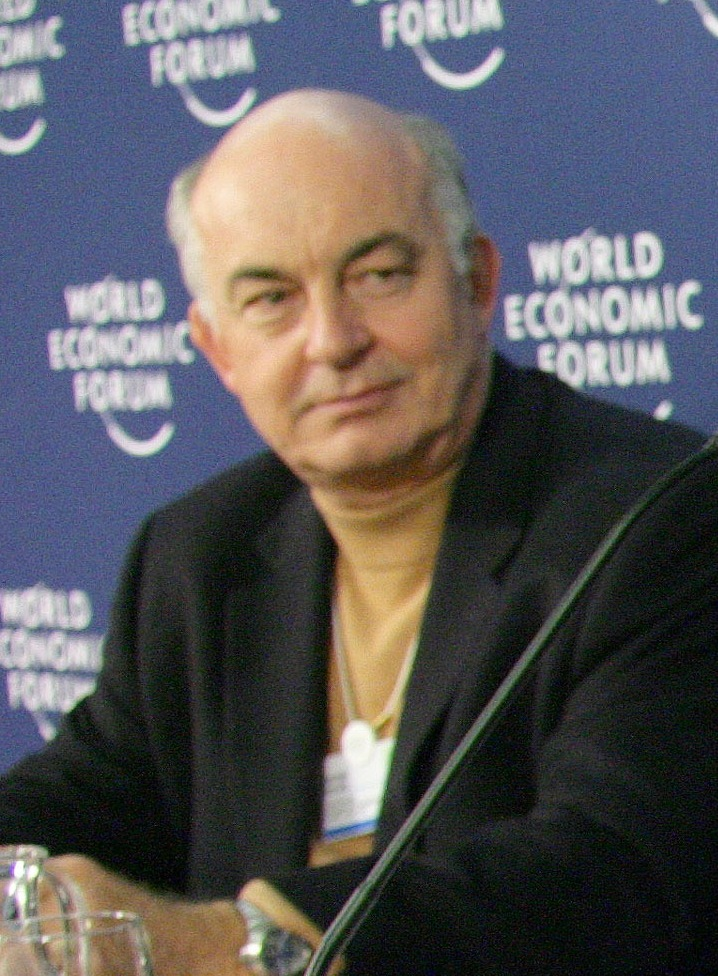
Kemal Derviş (1949–2023)

- Dervisaj, Leon (* 1996), deutscher Volleyballspieler
- Dervišević, Aldin (* 2002), deutsch-bosnischer Fußballspieler
- Dervishi, Erald (* 1979), albanischer Schachgroßmeister
- Dervishi, Rrapo (* 1921), albanischer kommunistischer Politiker
- Dervisis, Georgios (* 1994), griechischer Wasserballer
- Dervişoğlu, Halil (* 1999), niederländisch-türkischer Fußballspieler
- Dervişoğlu, Salim (* 1936), türkischer Admiral

### Derw
- Derwael, Nina (* 2000), belgische Kunstturnerin
- Derwahl, Freddy (* 1946), belgischer Schriftsteller und Journalist
- Derwahl, Karl Michael (* 1953), deutscher Mediziner
- Derwall, Jupp (1927–2007), deutscher Fußballtrainer und -spielerJupp Derwall (1927–2007)
- Derwan, westslawischer Fürst

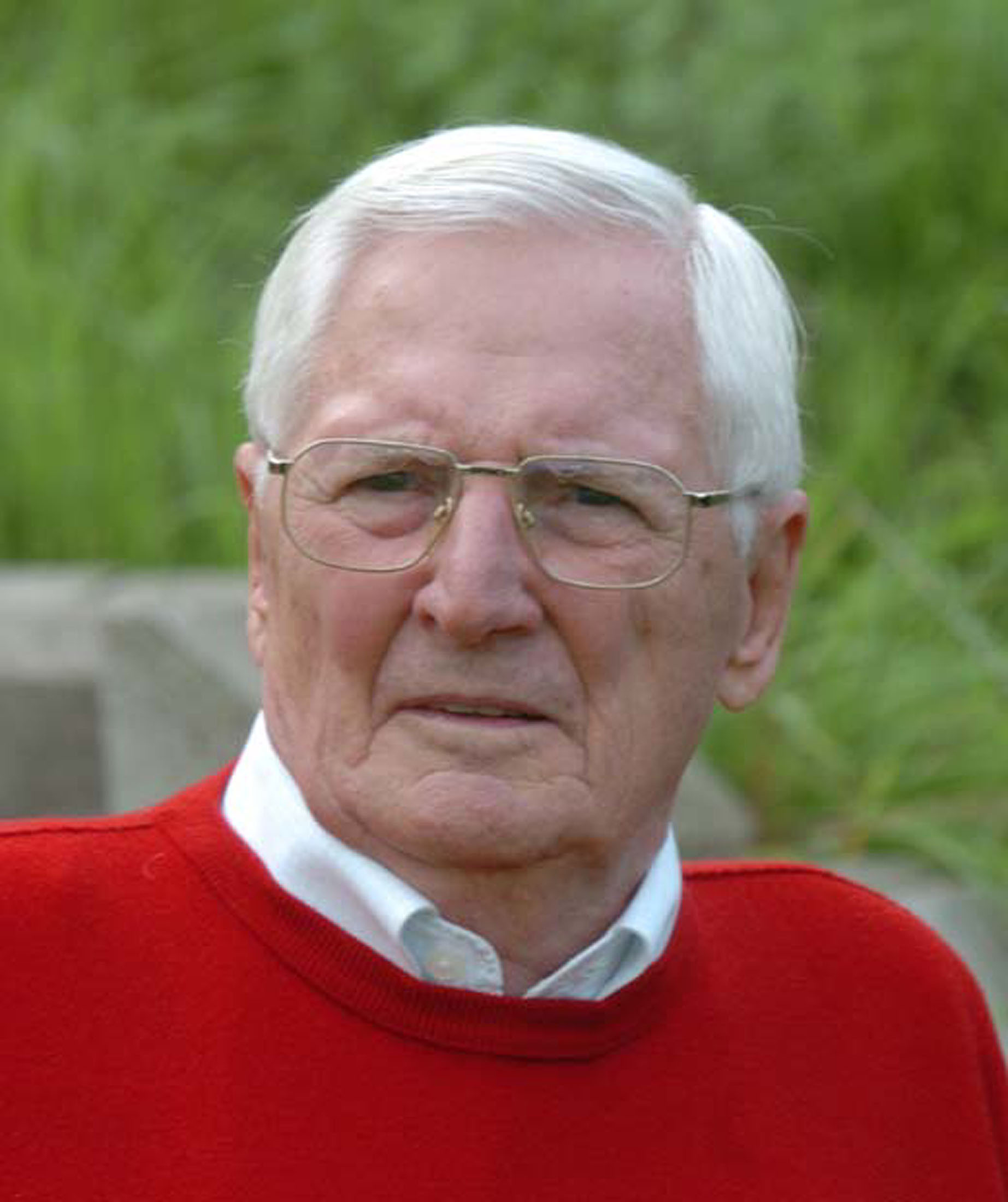
Jupp Derwall (1927–2007)

- Derwein, Herbert (1893–1961), deutscher Historiker und Stadtarchivar der Stadt Heidelberg
- Derwies, Paul von (1826–1881), russischer Eisenbahnunternehmer und Mäzen
- Derwies, Wera Michailowna (1878–1951), russische bzw. sowjetische Geologin und Petrographin
- Derwig, Jacob (* 1969), niederländischer Schauspieler
- Derwin, Hal (1914–1998), US-amerikanischer Jazz-Sänger und Bigband-Leader
- Derwin, Mark (* 1960), US-amerikanischer Schauspieler
- Derwinski, Ed (1926–2012), US-amerikanischer Politiker

### Dery
- Déry, Gabriella (1933–2014), ungarische Opernsängerin (Sopran)
- Déry, Juliane (1864–1899), deutschsprachige Schriftstellerin
- Dery, Peter Poreku (1918–2008), ghanaischer Geistlicher, römisch-katholischer Bischof, Kardinal
- Dery, Pierre César (1768–1812), französischer Brigadegeneral der Kavallerie
- Dery, Portia, ghanaische Autorin
- Déry, Tibor (1894–1977), ungarischer Schriftsteller
- Derycke, Erik (* 1949), belgischer Politiker (SP)
- Derycke, Germain (1929–1978), belgischer Radrennfahrer
- Derysemlja, Andrij (* 1977), ukrainischer Biathlet

### Derz
- Derza, Gia (* 1998), US-amerikanische Pornodarstellerin
- Derzewski, Carl (1855–1914), deutscher Konteradmiral der Kaiserlichen Marine
- Derzsi, János (* 1954), ungarischer Schauspieler